# Història de Normandia

Blasó de Normandia

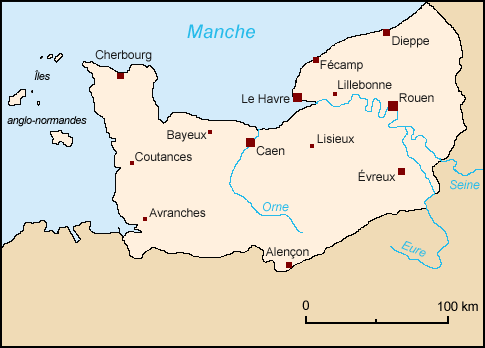
Els límits de la Normandia històrica

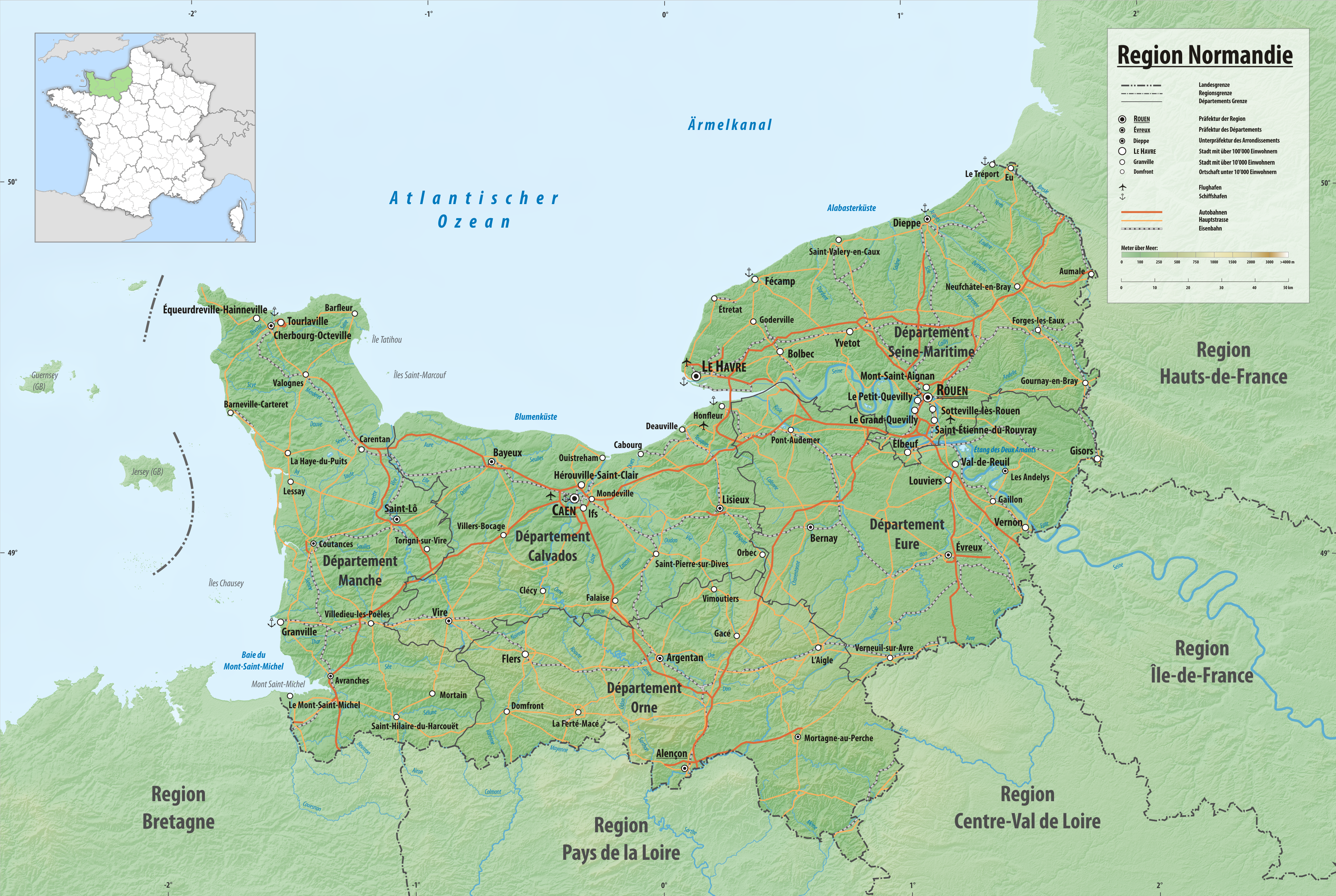
L'actual regió administrativa de Normandia (des de 2016)

La història de Normandia traça el passat de Normandia, una zona històrica hui administrada per l'estat francés, des del comtat, després ducat de Normandia, fins a la recent creació d'una regió administrativa el 2016.
Molt estables, les fronteres continentals de l'antiga província francesa coincideixen prou fidelment amb les de la nova regió, tret d'alguns territoris incorporats en els actuals departaments d'Eure, Mayenne, Oise i Sarthe en el moment de la creació d'algunes comunes enclavades intercanviades amb Mayenne després de la creació dels departaments durant la Revolució, amb Calvados, Eure, Manche, Orne i Sena Marítim. La Normandia històrica també comprenia les Illes Anglonormandes, integrades per les batlies de Jersey i de Guernesey.
Poblada inicialment per tribus celtes (armoricans a l'oest, belgues a l'est), fou conquistada al 56 aC per les legions romanes abans de ser integrada a la Gàl·lia Celta per August. Al segle iv, Flavi Gracià dividí la província en ciutats que en constituiran les fronteres històriques. Després de la caiguda de Roma al s. V, el poder franc s'hi instal·là, i fomentà el desenvolupament del monacat cristià —simbolitzat per les abadies de Saint-Ouen (ca. 641), Saint-Wandrille (ca. 649) i Jumièges (654)— i substituí els pagus per ciutats abans d'integrar-se en l'Imperi carolingi.
Des de finals del s. VIII, els invasors vikings la devastaren i després s'hi establiren i fundaren un principat el 911, que després esdevingué comtat i més tard ducat de Normandia. Durant un segle i mig d'expansió, les fronteres de la Normandia continental s'estabilitzaren, mentre Anglaterra era conquistada el 1066. Integrada en el domini reial el 1204, Normandia fou fortament colpejada per les conseqüències de la Guerra dels Cent Anys i les guerres de religió: fou un dels principals centres de protestantisme a França.
Al s. XX, els efectes de la batalla de Normandia assolaren moltes ciutats importants, incloent-hi Saint-Lô, Le Havre i Caen. El 1956, el territori normand es dividí en dues regions administratives, la Baixa Normandia (departaments de Manche, Calvados i Orne) i l'Alta Normandia (Eure i Sena Marítim). El 2014, en el marc de la reducció del nombre de regions, l'Assemblea Nacional votà la reunificació de Normandia, que es materialitzà l'1 de gener del 2016.

## Prehistòria i antiguitat

### Normandia abans de la conquesta romana

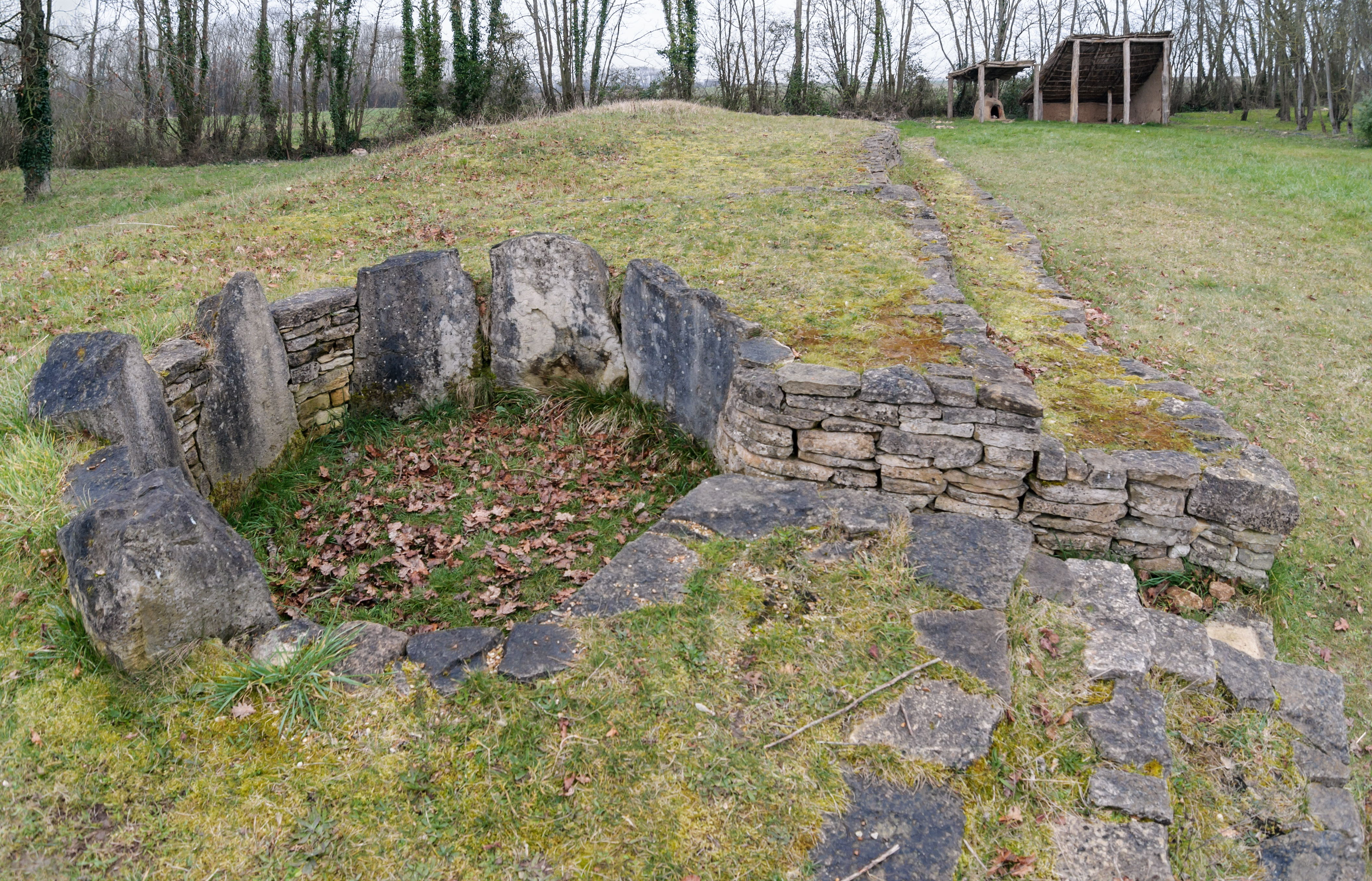
El túmul de Colombiers-sur-Seulle (Calvados)

La presència humana a la zona està testificada des de temps prehistòrics per moltes troballes d'indústria lítica, sobretot als departaments d'Eure i Calvados, i també al Sena Marítim. La cova de Gouy, prop de Rouen, conté la pintura rupestre més septentrional d'Europa (una altra gruta, la cova d'Orival, molt poc estudiada, es troba a 11 km de Gouy, a la riba esquerra del Sena). Molts megàlits són encara visibles escampats de manera prou regular pel camp normand.
La història celta de Normandia és fàcil d'establir per una gran quantitat de fonts arqueològiques datades amb certesa. A partir del s. XIX, alguns erudits locals, com l'abat Cochet i Léon Coutil, ja s'hi interessaren, sobretot per l'Alta Normandia, i consignaren els seus descobriments i excavacions en obres de referència. El descobriment d'objectes importants, com el casc gal daurat d'Amfreville-sous-els-Monts (segle iv aC) o el casc de ferro del Museu de Louviers, de llocs com la necròpoli de Pîtres (Eure), amb urnes de cremació, espases enrotllades i traces de tomba amb carro, o de la necròpoli que data del final del període de Hallstatt o del començament del de la Tène a Ifs (Calvados), confirmen la presència gal·la a Normandia.
El poble celta dels belgues s'hi instal·là en onades successives entre el s. VI ae i el III ae. El testimoniatge de primera mà de Juli Cèsar (Guerra de les Gàl·lies) identifica diferents grups gals que ocupaven la zona i que estaven agrupats en oppida o llogarets agraris tancats. El 56 o 57 ae, aquestes poblacions s'uniren per resistir la invasió dels romans. Després de la derrota gal·la d'Alèsia, els pobles de Normandia continuaren lluitant un temps limitat, i el 51 ae tota la Gàl·lia quedava sotmesa a Roma.

Mapa dels pobles gals a l'oest de l'actual estat francés

Els pobles gals i les seues capitals (entre parèntesis) establerts a l'actual territori de la Normandia eren:
- abricantes (Ingena, hui Avranches),
- aulercs diablintes (Noviodunum, hui Jublains),
- aulercs eburovices (Mediolanum, hui Évreux),
- bajocasos (Augustodurum, hui Bayeux),
- calets (Juliobona, hui Lillebonne),
- lexovis (Noviomagus Lexoviorum, hui Lisieux),
- unel·les (Cosedia, hui Coutances),
- veliocasses (Rotomagus, hui Rouen),
- viducasses (Aregenuae, hui Vieux).[6]

### La civilització romana a Normandia

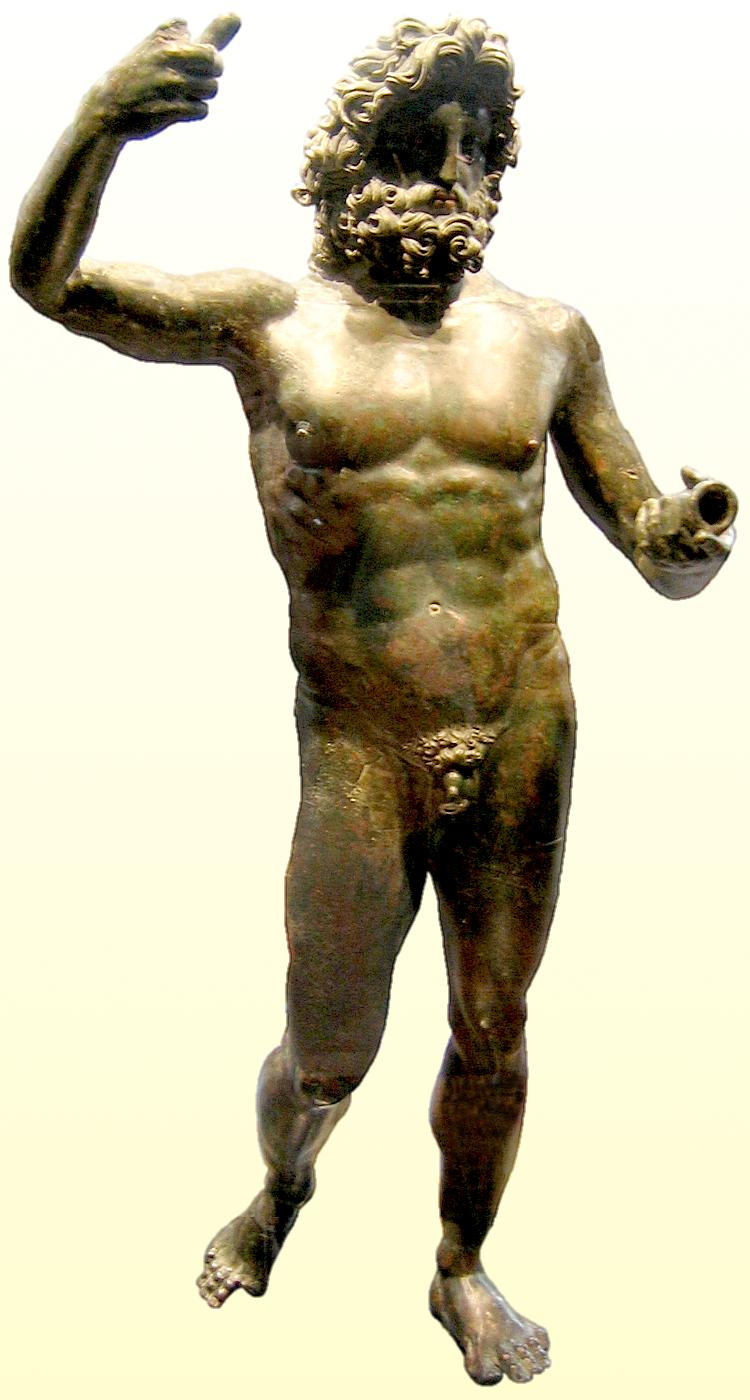
Estàtua de Júpiter Stator, trobada a Gisacum (Museu d'Évreux)

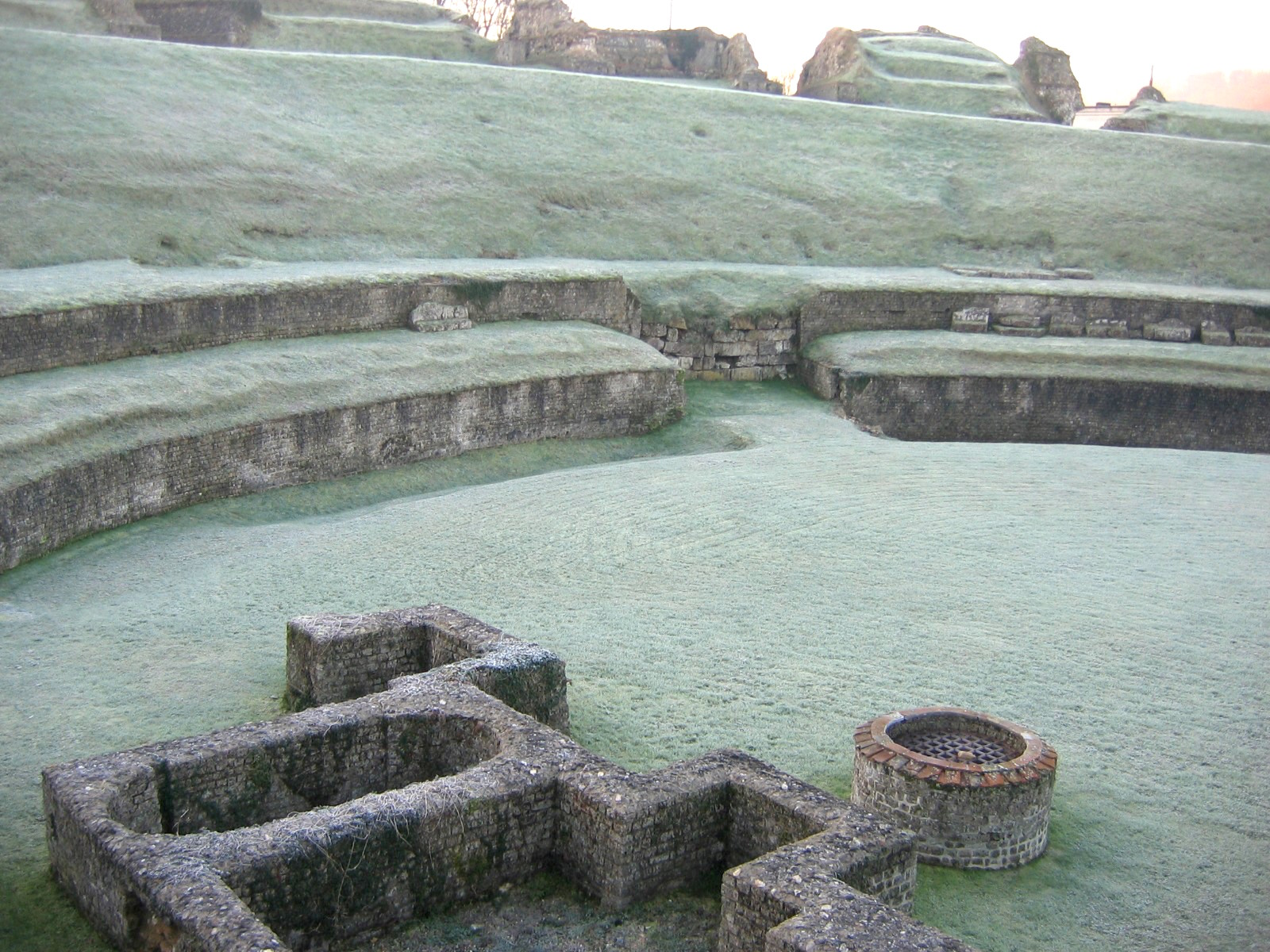
Teatre galoromà de Lillebonne

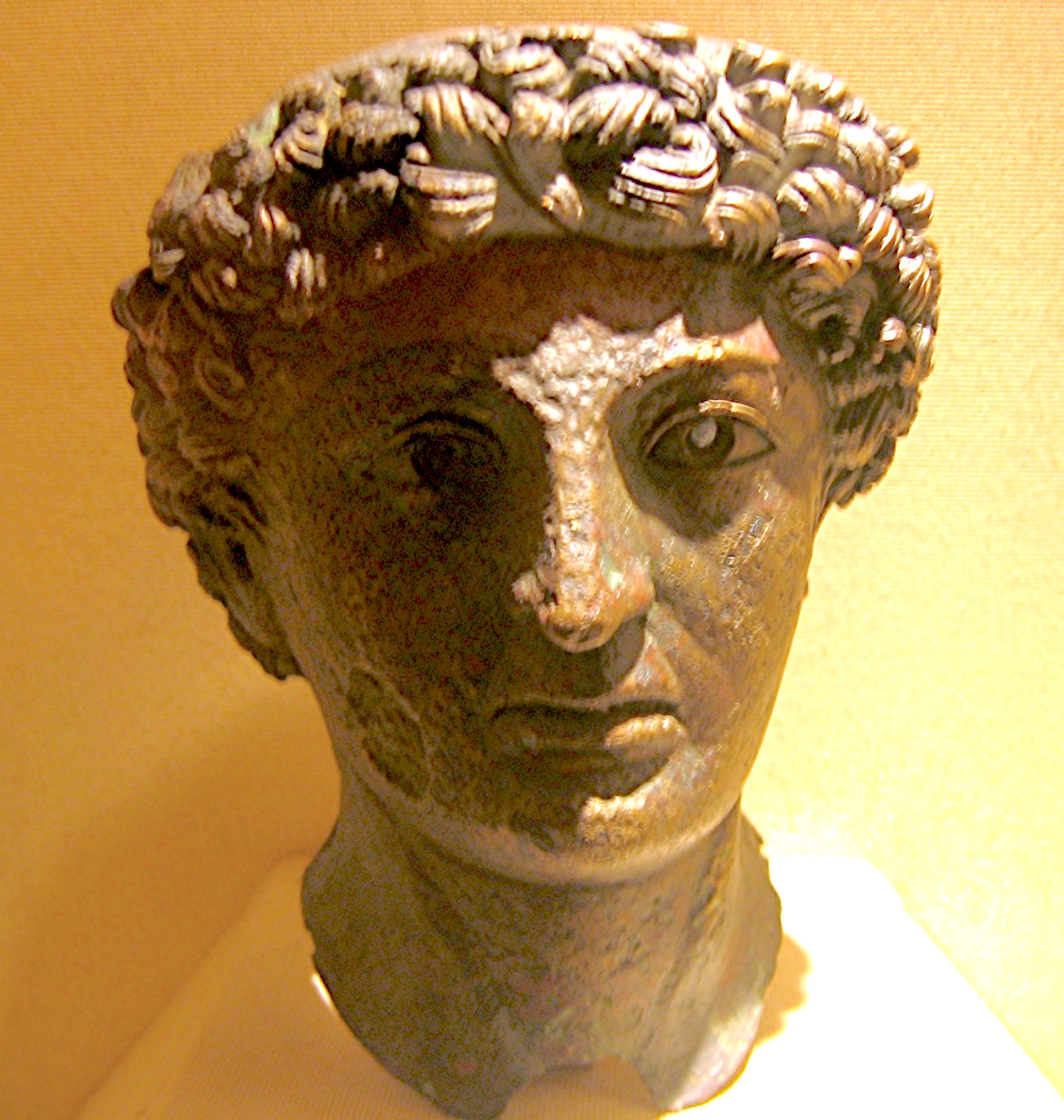
Cap d'un déu romà en bronze, trobat a Lillebonne (Museu d'Antiguitats del Sena Marítim)

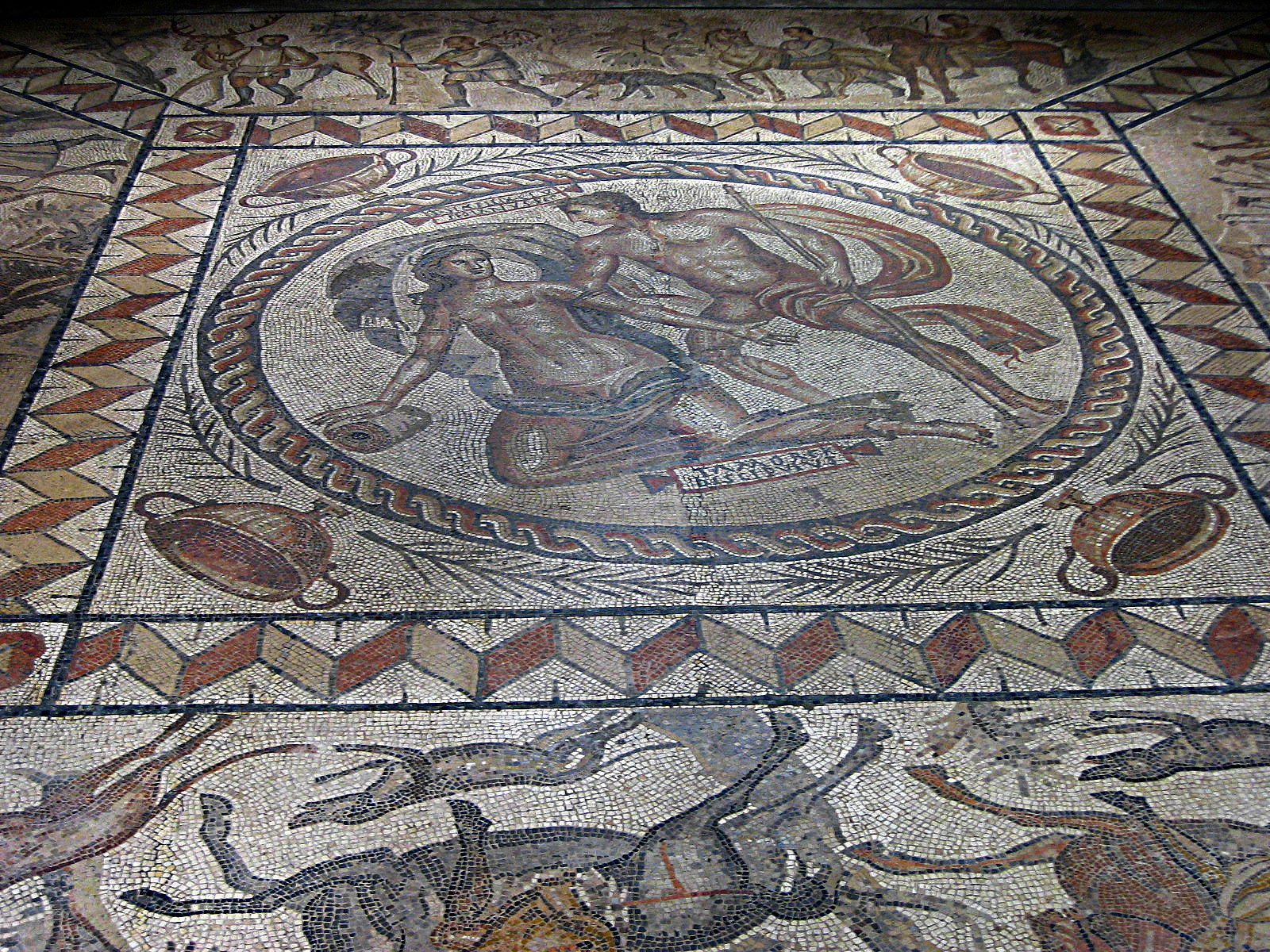
Mosaic d'Orfeu trobat a Lillebonne (Museu d'Antiguitats del Sena Marítim)

L'any 27 ae, l'emperador Octavi August reorganitzà el territori gal i passà els calets i els veliocasses a la província Lugdunaise, amb capital a Lió. La romanització de Normandia, com a la resta d'Occident, inclogué la construcció de vies romanes i una política d'urbanització.
Es coneixen moltes vil·les gal·loromanes al territori normand, al Sena Marítim. Aquestes construccions al cor d'un domini territorial adoptaren dos tipus de plantes: la primera allargada, amb una façana oberta al sud; la segona era més semblant a les vil·les italianes, més recollida a l'entorn d'un pati quadrat, com la de Sainte-Marguerite-sud-Mer, entre Dieppe i Saint-Valery-en-Caux: s'hi empraren materials locals: sílex, algeps, pedra calcària, rajola, panotxes. La calefacció de banys o determinades habitacions es feia seguint l'hipocaust romà.
L'agricultura els proporcionava blat i lli, segons Plini el Vell. Al camp normand de l'antiguitat, els fana eren nombrosos (petits temples de planta centrada, normalment quadrada, de tradició celta). N'hi ha un exemple a l'oest d'Harfleur. Les excavacions també han revelat moltes estatuetes de terracota de dees mares a les tombes i a les cases normandes. Així, al Vieil-Évreux hi ha un dels més grans centres de peregrinació europeus que incloïa un fòrum, termes romanes, una basílica, dues fana i el segon teatre més gran de la Gàl·lia.

### Crisi del s. III i mutacions del Baix Imperi

El «regne» de Siagri (486), abans de la victòria de Clodoveu I, que suposà l'arribada del nou poder franc

A partir del segon terç del s. III, les ràtzies dels «bàrbars» devastaren molts llocs de la zona. Les petjades d'incendis i tresors soterrats apressadament mostren la inseguretat a la Gàl·lia del Nord. El litoral s'enfrontava a la pirateria dels saxons, francs i frisis. Llavors el poder romà disposà un sistema de defensa de la costa del Canal i de l'Atlàntic en ambdues ribes, és a dir, de l'illa de Gran Bretanya, fet amb punts fortificats dividits en tres comandàncies. La Normandia actual s'incloïa en la comandància del dux tractus armoricani et nervicani, de Boulogne a l'estuari de la Gironda. Paral·lelament, els contingents germànics ja integraven l'exèrcit romà i els immigrants rebien permís per establir-se en l'imperi. Per tant, es reclutaven germànics per lluitar contra altres germànics. Els topònims i els jaciments arqueològics recorden la instal·lació d'aquests grups: Allemagne (hui Fleury-sur-Orne), Almenêches, pertanyents a alamans; els jaciments arqueològics d'Airan o de Frénouville indiquen presència de gots o altres germans. A més, la Notitia Dignitatum esmenta presència de bataus a Bayeux. Les legions s'establiren a la futura Normandia, sobretot a Prima Flavia Gallicana Constantia (Coutances, llavors capital dels unel·les, i el Cotentin). Aquest exèrcit creat per Constanci I Clor al 298 acollia auxiliars sueus. Amb les reformes de l'emperador Dioclecià (285-305), Normandia ja s'havia singularitzat com la «Segona Lió» i es distingia de la Bretanya veïna. En aquest moment començà la cristianització de la província: al 314, Rouen ja tenia bisbe. Des del 406, els pobles germànics i alanohuns envaïren Occident malgrat la feroç resistència dels auxiliars francs i alamans de l'exèrcit romà. Els saxons arribaren a assentar-se a les costes normandes, a la zona de Bayeux, que els texts descriuen com Otlinga saxonia (esmentada per primera volta l'any 844) o Otlinga Hardouini, així com a les Illes Anglonormandes. Molts francs també s'instal·laren al pays de Bray i en una part del pays de Caux, a vegades com a soldats romans, i després del col·lapse del «regne romà» de Siagri per la victòria de Clodoveu I, com a soldats del nou poder franc.

## Edat mitjana

### Alta edat mitjana

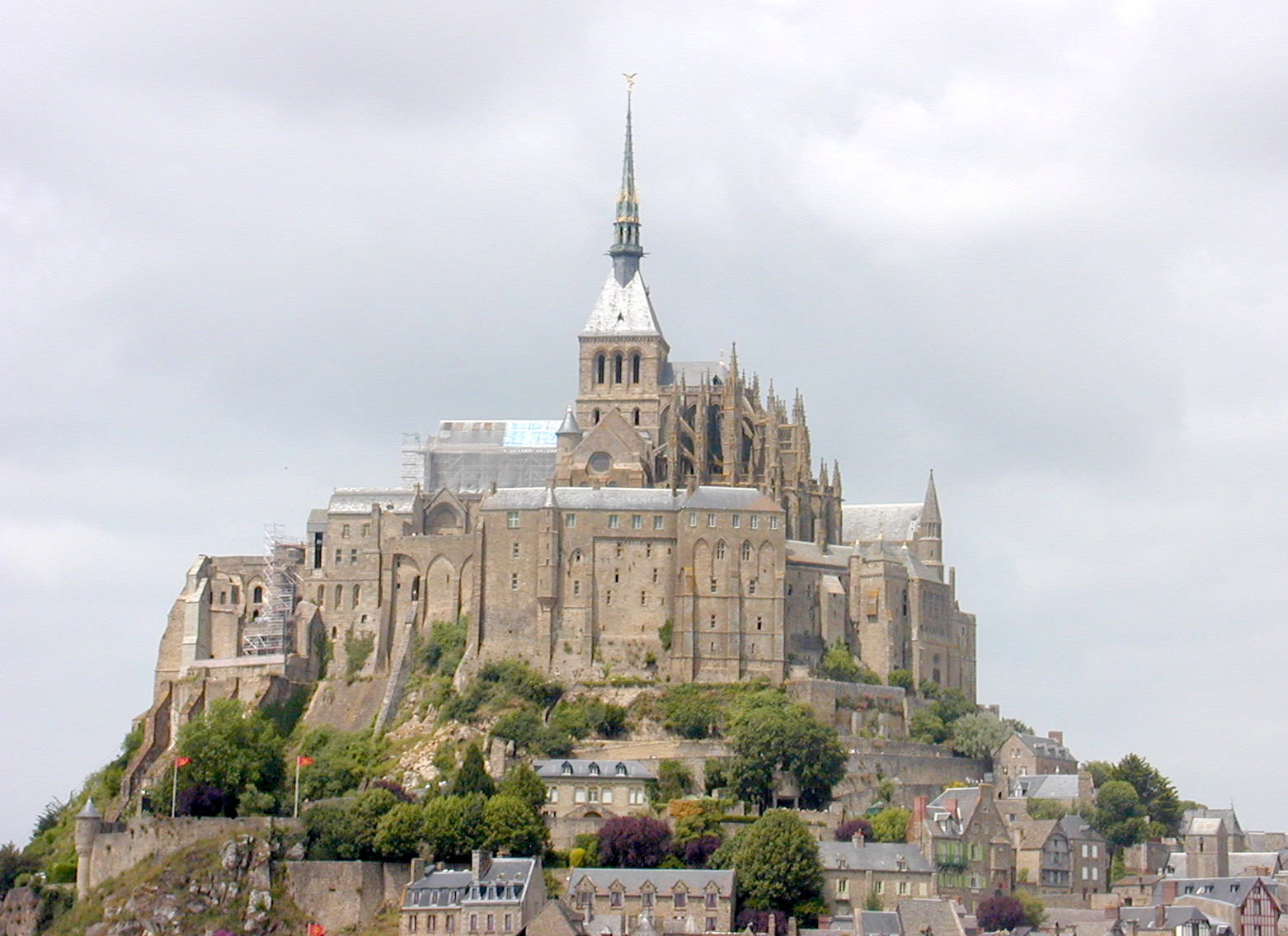
El Mont-Saint-Michel

Des del 486, la Gàl·lia entre els rius Somme i Loira restà sota domini del cap franc Clodoveu. La colonització de Normandia pels francs fou desigual: prou densa a la part oriental i quasi nul·la a la part occidental. Es manifesta per les necròpolis en fileres d'Envermeu, Londinières, Hérouvillette, Douvrend, etc. Els topònims en -hlar- ('landa', antic francés larris) a Meulers o Flers, en avisna ('pasturatge') a Avesnes-en-Bray o Avesnes-en-Val, en -alach- ('temple') a Bouafles o Neaufles-Auvergny, en bure ('cambra') a Hambures o Bures-en-Bray, en -baki ('ocell') a Rebets o Hambye, en -mark- ('marca') a Marques, en -berg- ('elevació') a Barc o Barques, en -mer ('mar') a Mortemer, en -eng a Hodeng-Hodenger o Nesle-Hodeng, en -court i els més antics ville daten d'aquesta època franca. La zona esdevingué una part essencial de Nèustria a la mort de Clodoveu I i Rouen continuà sent una ciutat important. D'aquesta època data també la divisió administrativa i militar en comtats: el comte franc era un alt funcionari de l'estat. La zona oriental, prop de París, era un lloc de residència de reis merovingis.
Si la colonització franca fou esporàdica a l'oest de la futura Normandia, no fou el cas de la colonització saxona, ben testificada per texts i excavacions arqueològiques, sobretot a la plana de Caen (est del Bessin). El 843 i 846 sota el rei Carles el Calb, els documents oficials esmenten fins l'existència d'un pagus anomenat Otlinga Saxonia a la zona del Bessin. El significat del terme Otlinga es desconeix. Els topònims de Bessin i de Caen donen exemples possibles de topònims d'origen saxó, com ara: Cottun (Coltun, 1035 - 1037; Colton).
Una comparació dels noms en -ham / -hem (en anglosaxó hām > home cf. hameau, 'llogaret') de Bessin amb els de Boulonnais ho prova, i no apareixen més en forma de final que al Calvados actual, cosa que en recolzaria la hipòtesi d'un origen saxó. Es tracta, per exemple, d'Ouistreham (Oistreham, 1086), Étréham (Oesterham, 1350?), Huppain (*Hubbehain; Hubba's, 'ham'), Surrain, s. XI, etc. En altres parts de Normandia, els exemples en -ham són dubtosos: Canehan (Sena Marítim, Kenehan, 1030 / Canaan, 1030 - 1035) pot ser un bíblic Canaan o Grohan (Eure).
"En la Baixa Normandia, és a partir de mitjan segle V que es poden datar els primers assentaments saxons amb l'estudi de les nou necròpolis (Réville, Vierville-sur-Mer, Ifs, Bénouville, Frénouville, Giverville, Hérouvillette, Sannerville, Lisieux)". «La presència arqueològica dels saxons perdura ací fins a finals del s. VII», després es fonen amb la població. «Fora del nord de Bresle (Ponthieu i Boulonnais) i del sud-oest del Sena al llarg de les costes del Canal, la presència saxona es dona en troballes aïllades, com a Muids (Eure)».
La cristianització començà en el Baix Imperi: catedrals a les grans ciutats, esglésies suburbanes dedicades a sants, oratoris a les carreteres, etc. L'establiment de parròquies s'hi feu a poc a poc. Les més petites ocuparen la plana de Cauen. En l'època carolíngia, les tombes dels vilatans s'agrupaven al voltant de l'església.
El monaquisme normand es desplegà a partir del s. VI, especialment a l'oest, més aïllat. Al s. VII, els nobles d'origen franc fundaren algunes abadies a la vall del Sena: Saint-Ouen de Rouen cap al 641, Fontenelle el 649, etc. Gaudiren de grans propietats, disperses per tot França, de les quals rebien altes rendes.

### Invasions escandinaves

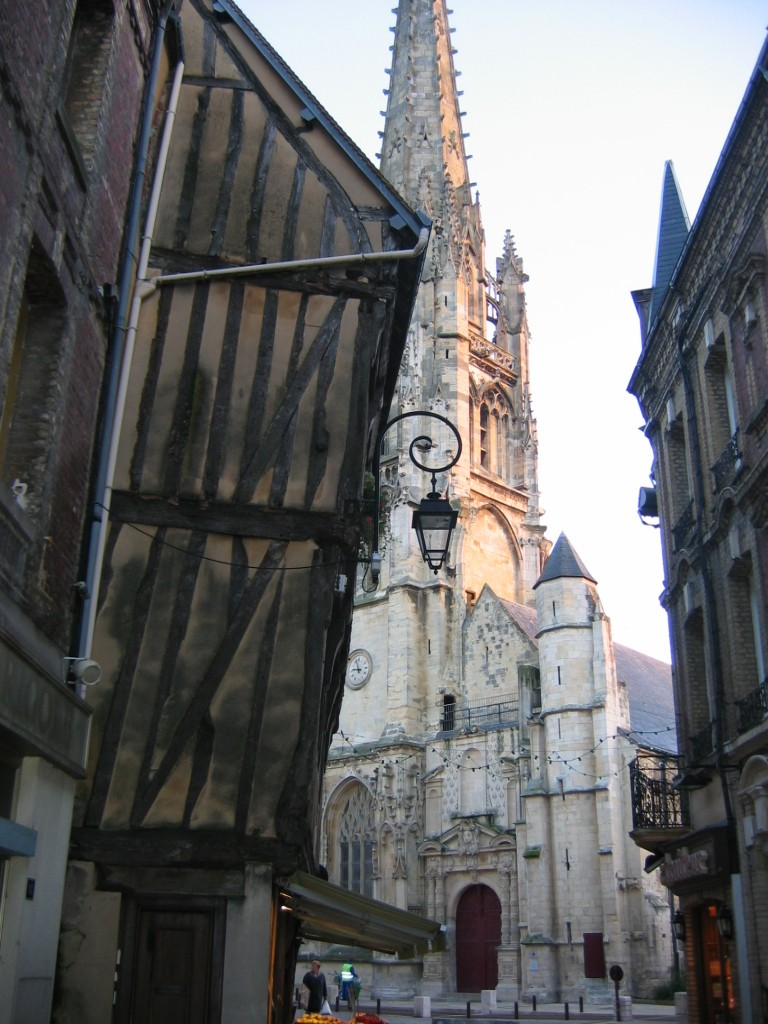
Harfleur, hui en l'aglomeració de Le Havre, església i casa amb entramat de fusta

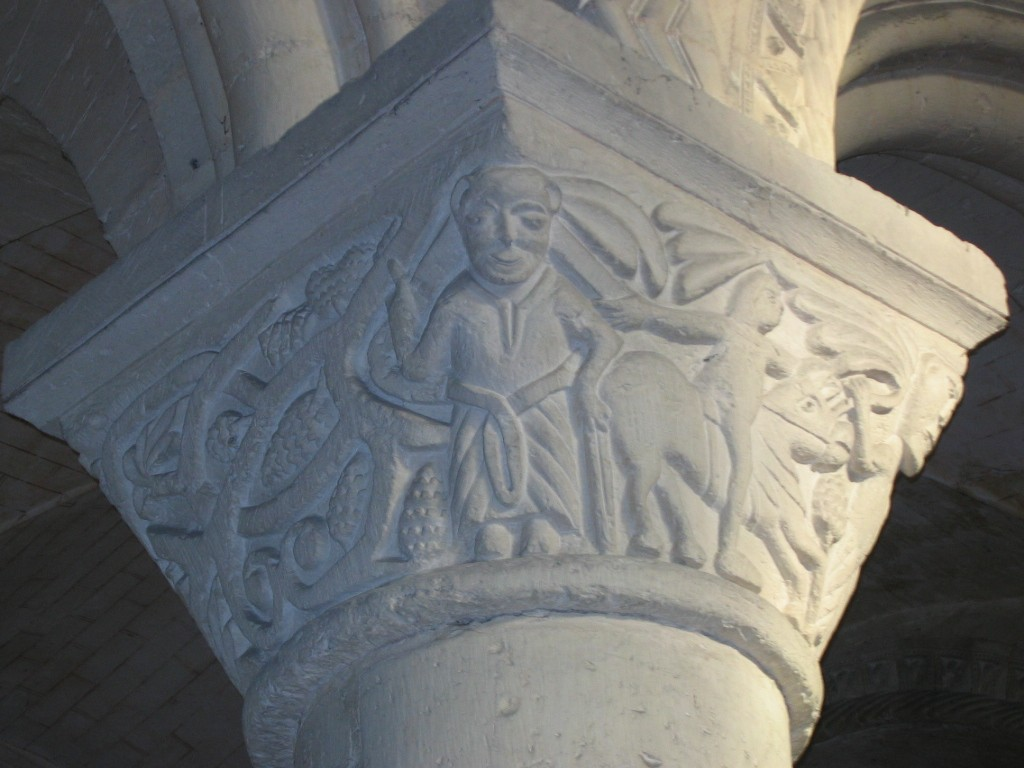
Capitell romànic de l'abadia de Saint-Georges-de-Boscherville, Sena Marítim

Normandia duu el nom dels invasors vikings que feren expedicions en una gran part d'Europa al final del primer mil·lenni en dues fases (790-930 i 980-1030). Se'ls anomenava Nortmanni o Normanni «normands» (plural de Nortmannus, Normannus), etimològicament 'gent del nord'. Després del 911, aquest nom apareixerà en lloc de Baixa Nèustria, amb què aquesta terra es coneixia fins llavors.
La toponímia normanda conserva rastres d'aquesta colonització escandinava de Normandia així com molts noms de família: Anfry (variant Lanfry, Anfray), Angot (variant Ango), Anquetil (variants Anctil, Anquetille, Amptil, Anquety), Auber (variant Osbert), Burnouf, Dodeman (variant Doudement), Estur, Gounouf, Ygout (variants Ingouf, Ygouf), Néel (Nigel), Onfray, Osmond (variant Osmont, Omont), Ouf, Renouf, Roberge, Surcouf, Théroude (variants Troude, Throude, Thouroude, Touroude), Tougard (variant Turgard), Toutain (variant Tostain, Toustain), Turgis (variant Tourgis), Turgot, Turquetil (variant Turquety, Teurquetil, Truptil), Quétil, etc.
Les primeres ràtzies vikingues hi arribaren entre el 790 i 800 a la costa de la Gàl·lia occidental. El litoral neustrià caigué durant el regnat de Lluís el Pietós (814-840). La incursió del 841 causà gran dany a Rouen i Jumièges. Els vikings atacaren els monestirs. L'expedició del 845 remuntà el Sena i arribà a París. Les ràtzies es feien a l'estiu i els vikings tornaven amb el botí a Escandinàvia a passar l'hivern.
Des del 851, els vikings hivernaren al Baix Sena; incendiaren l'abadia de Fontenelle: els monjos es refugiaren a Boulogne-sur-Mer el 858 i a Chartres el 885. Una part dels arxius i biblioteques monàstics també es desplaçaren (els volums de Jumièges a Sankt Gallen), però molts en foren cremats.
Els reis carolingis a voltes es mostraren contradictoris: el 867, pel tractat de Compiègne, Carles el Calb cedí al rei bretó Salomó el comtat del Cotentin, amb la condició que li donaria jurament de fidelitat i l'ajudaria contra els vikings. Entre el 862 i 869, Carles el Calb construí a Pîtres un pont de fusta defensat amb dues fortificacions de les quals una esdevingué la ciutat de Pont-de-l'Arche, on hi hagué importants combats, sobretot al 881. Malgrat aquestes fortificacions, els francs no pogueren defensar la plaça.
L'any 911, el viking Rol·ló tancà un acord amb el carolingi Carles III. Segons els termes (tractat de Saint-Clair-sur-Epte), el rei li donava la custòdia del comtat de Rouen, molt prop de l'actual Alta Normandia, a canvi d'un jurament de vassallatge (pronunciat el 940) i el compromís de ser batejat. Rol·ló també havia de protegir l'estuari del Sena i Rouen de les incursions vikingues. Després de conquestes progressives, el territori sota sobirania normanda s'eixamplà amb Hiémois i Bessin el 924.
El 933, els vikings de Normandia s'apropiaren del Cotentin i d'Avranchin a costa dels vikings de Bretanya comandats per Incon. Aquest any, el rei Raül I hagué de cedir al príncep dels normands, Guillem I, la «terra dels bretons situada vora mar».
Altres contingents vikings arribaren a Normandia al s. IX per donar suport a la dinastia de Rol·ló. Així, el 942, d'acord amb Dudon de Saint-Quentin i Guillem de Jumièges, els normands amenaçats per Lluís IV de França i per Hug el Gran, marqués de Nèustria, recorregueren a un rei danés, potser Harald Blatand, que els proporcionà una armada a l'estuari del Dives, i això produí una implantació escandinava addicional a la zona. Entre 960 i 962, el duc Richard I cridà nous contingents de vikings per oposar-se a Lotari I de França i al comte Thibaud de Blois, que havien envaït Normandia. Restablerta la pau, molts d'ells es convertiren al cristianisme i se'ls permeté romandre en terres normandes.
Entre el 1009 i 1020, la terra entre els rius Sélune i Couesnon fou conquistada als bretons (que s'havien deslliurat dels vikings el 937), fent del mont Saint-Michel una illa normanda. Guillem I d'Anglaterra conquerí el Passais al 1050.
Malgrat la destrucció vikinga descrita en les fonts eclesiàstiques, cap ciutat havia estat totalment arrasada, però els monestirs havien sofert el saqueig normand i totes les abadies havien estat derruïdes.
El poblament nòrdic de Normandia hauria sigut sobretot danés, però és probable que hi hagués noruecs i fins i tot suecs. Hi ha una dicotomia entre la riquesa del material lingüístic, incloent-hi la toponímia que té un caràcter nòrdic clar sobretot al pays de Caux, Sena Inferior i el Cotentin, i la pobresa del material arqueològic viking, cosa que fa pensar a l'arqueòleg Jacques Le Maho que la majoria del poblament nòrdic eren agricultors angloescandinaus, no vikings. Aquesta teoria es veu confirmada per la toponímia i l'antroponímia, que tenen un caràcter netament angloescandinau amb noms típicament anglesos vells o escandinaus d'Anglaterra.
Les troballes arqueològiques sobre els vikings són rares, però n'hi ha: el descobriment de la sepultura d'una dona vikinga a la Pierre Saint-Martin de Pîtres revela que els escandinaus s'havien establert, almenys temporalment, ací al final de s. IX. S'hi trobaren en particular un parell de fíbules en forma de tortuga, característiques de l'est nòrdic. També el primer tresor de monedes vikingues trobat a l'estat francés s'exhumà el 2007 a Saint-Pierre-des-Fleurs (Eure): 2 monedes carolíngies (un denari d'Eudes, 888-898, encunyat a Beauvais), nou peces angleses de factura escandinava (Danelaw), una moneda àrab i nou fragments de lingots. Les monedes havien estat doblegades a colps de ganivet, una pràctica comuna entre els vikings per verificar-ne la qualitat. Es degué enterrar del 890 al 895. S'han trobat dos martells de Thor al territori de la comuna de Saint-Pierre-de-Varengeville: potser no es relacionen amb les ràtzies vikingues del s. IX, sinó amb l'establiment de colons angloescandinaus a la zona a partir del s. X. Jens Christian Moesgaard, del Museu Nacional de Dinamarca, creu que els mjolnir són més nombrosos a partir de la segona meitat del X, als darrers dies del paganisme. I moltes espases, sobretot anglosaxones probablement usades pels escandinaus, s'han dragat a la part normanda del Sena.
La fusió entre elements escandinaus i autòctons creà l'estat feudal més poderós d'Occident. El dinamisme i saber fer dels nouvinguts, especialment en matèria naval, com reflecteix el lèxic tècnic normand, després francés, els permetrà llançar-se més endavant a la conquesta d'Anglaterra, de la Itàlia meridional, de Sicília i del Pròxim Orient de les croades.

### La Normandia ducal (s. X al XIII)

Normandia als s. X i XI (911-1050)

#### Abans de Guillem el Conqueridor
Els historiadors compten amb poques fonts escrites per reconstruir aquesta fase de la història normanda: Dudon de Saint-Quentin, Guillem de Jumièges, Orderic Vitalis, Wace, etc. Les fonts diplomàtiques també permeten conéixer la cort dels ducs.

##### El poder dels ducs de Normandia al s. XI

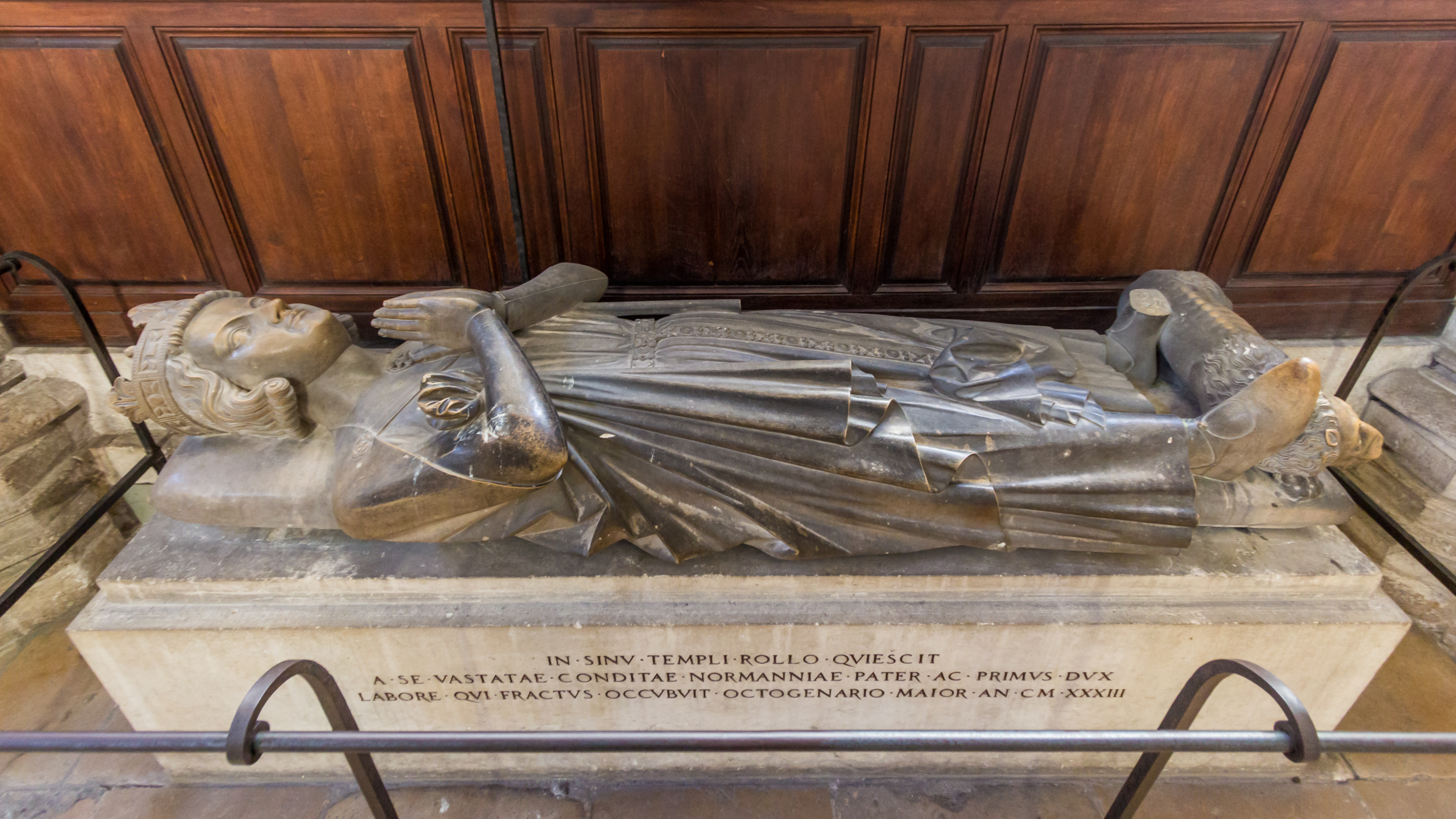
Rol·ló, a la seu de Rouen

Rol·ló fou un cap —el «jarl»— dels seus vikings. Després del 911, era comte de Rouen. Els seus successors es digueren comtes de Normandia, fins a Ricard II. Després deixaren la dignitat ducal vacant per l'ascens al tron dels Capets, ducs de França; com que no podia haver-hi més d'un duc, i el títol, l'usaven els ducs robertins de França abans que els prínceps normands, aquests ducs de Normandia exerciren el poder de ban, tot i reconéixer vassallatge al rei de França. Normandia no escapà a la tendència general d'acaparar l'autoritat pública pels prínceps territorials: els ducs encunyaven moneda, impartien justícia i recaptaven imposts (peatges, gravàmens). Tenien exèrcits propis i solien nomenar els prelats de les arxidiòcesis. Així que eren pràcticament independents del rei de França.
Mantingueren relacions amb alguns sobirans estrangers, sobretot amb el rei d'Anglaterra: Emma, germana de Ricard II, es casà amb Etelred II l'Indecís, rei d'Anglaterra. Col·locaren membres de l'extensa família ducal en llocs de comtes i vescomtes, que apareixen sobre l'any mil.
Conservaren algunes tradicions escandinaves, com el dret d'exiliar, el marítim o el concubinat legal. Però a diferència d'altres prínceps del nord de França, els ducs normands impediren als castlans tenir massa poder, i en preservaren així el seu. Els dominis que tingueren els ducs de Normandia eren molt més importants que els d'altres prínceps veïns. Aquesta riquesa els permeté restituir les terres a les abadies i garantir-se la lleialtat dels vassalls dels feus. Però durant el s. XI aquesta política de feu-vassallatge reduí significativament les terres de la dinastia, fins a la conquesta d'Anglaterra per Guillem el Conqueridor, que restablí el duc com a gran propietari.
La cort del s. XI no tenia una organització estricta i es desplaçava sovint. Es componia d'aristòcrates o «grans», laics i eclesiàstics. Aquests prestaven fidelitat al duc. La Cancelleria encara no s'havia format i els documents escrits eren poc nombrosos.

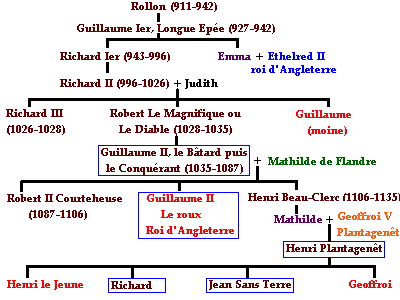
Genealogia simplificada dels ducs de Normandia

L'aristocràcia es componia d'una petita part d'origen escandinau, com el llinatge dels Harcourt, tot i que la major part dels nobles eren d'origen franc: els Bellême, els Tosny. Al s. XI s'hi barrejaren elements bretons, a l'oest, i també angevins. Prestaven fidelitat al duc de Normandia i aquest els atribuïa els dominis de terra. Des de les dècada del 1040, el terme baró designà l'elit de cavallers i companys del duc. La paraula vassall no apareix en documents fins al 1057. A mitjan s. XI es comença a usar la paraula feu. Ricard I nomenava els comtes de la dinastia i vetlava perquè no foren llinatges massa poderosos.

##### Economia

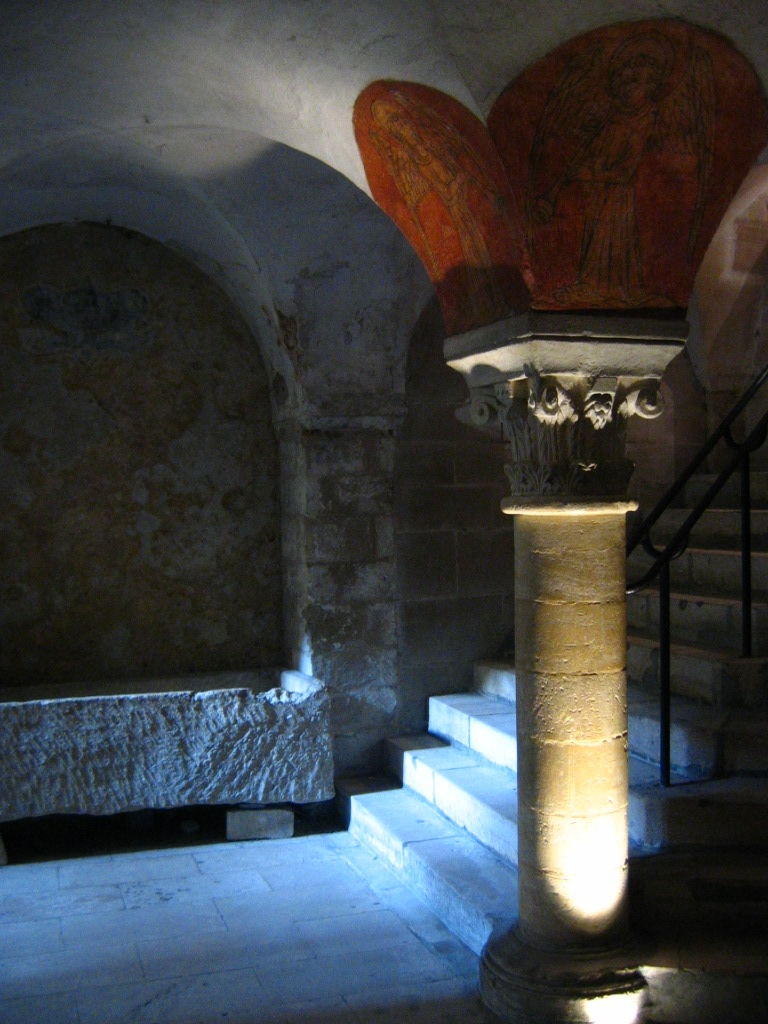
Cripta de la seu de Bayeux (s. XI)

A principis del s. XI, Normandia era dins una xarxa d'intercanvis comercials orientada cap a l'Europa del nord-oest. Els comerciants de Rouen ja assistien Londres, on duien vi. Rouen rebia els esclaus lliurats pels vikings. La circulació monetària era allí més intensa que en altres indrets.

##### Vida rural
Un fet relativament rar en l'època fou que a Normandia s'ignorà la servitud i s'utilitzà l'acre com a unitat de superfície. Les formes de tinença s'assignaven sota vavassories o villainage i substituïren gradualment el sistema carolingi dels feus. Les corvees (treballs col·lectius) contretes pels agricultors sobre les reserves senyorials foren baixes.
Denise Angers, de la Universitat de Mont-real, però, recolzant-se en els llibres terriers (registres de terres dels senyorius) demostrà la persistència d'algunes càrregues considerades en altres zones com a servils: formariage (matrimoni d'un serf fora del senyoriu o amb una persona d'una altra classe) i mà morta (dret de successió percebut pel senyor sobre els béns dels seus serfs), així com les corvees priven als llauradors de la lliure utilització del seu temps.

##### Reconstrucció
El renaixement urbà i de culte a la Normandia de l'oest de després de l'època de les invasions fou un fenomen lent i progressiu: a part del cas del mont Saint-Michel, caldrà esperar fins al 1030 per al renaixement dels grans monestirs normands. Les ciutats episcopals de Caen i Valognes no difereixen fins al 1025. Els ducs restauraren la vida monàstica a Normandia: cap al 960, el reformador Gérard de Brogne reviscolà Saint-Wandrille, i Ricard I reconstruí l'església abacial de Fécamp. Fou, però, Ricard II qui hi dugué Guillem de Volpiano per reanimar la vida de l'abadia, d'acord amb la regla benedictina. Robert I fundà Cerisy el 1032.

#### L'aventura italiana i siciliana
Molts normands provaren sort a la Mediterrània i fins i tot fundaren una nova dinastia: els fills de Tancred d'Hauteville, sobretot Guillem Braç de Ferro, Robert Guiscard, Roger I de Sicília, després el fill d'aquest, Roger II. Els normands del sud d'Itàlia jugaran un paper important en l'Imperi romà d'Orient i les croades.

#### L'obra de Guillem el Conqueridor

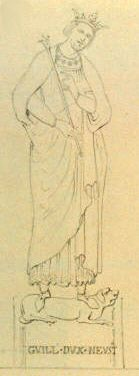
Dibuix de l'estàtua de Guillem a l'abadia de Saint-Étienne a Caen

Es coneix la vida de Guillem I gràcies al treball del seu biògraf Guillem IX.
El duc Robert I va morir durant una peregrinació a Jerusalem: els desordres es multiplicaren llavors a Normandia, durant la desena d'anys de la minoria de Guillem. Al voltant del 1046, una part dels senyors formaren una coalició per apartar Guillem el Bastard —era fill del solter Robert I i de la seua concubina Arlette de Falaise— (més tard Guillem I d'Anglaterra) a favor de Gilbert, comte de Brionne i net de Ricard II. Recolzat pel rei de França Enric I, els eliminà al 1047 en la batalla de Val-des-Dunes. Confiscà els feus del duc d'Arques. Hi restablí l'ordre amb una hàbil política de distribució de la terra. Controlà més fermament els vescomtes. Expandí la seua xarxa de fidelitat per elecció conjugal: es casà amb Matilde, filla del comte de Flandes Balduí V i neboda del rei de França, malgrat la prohibició del papa Lleó IX. Per mantenir el control sobre els senyors rebels del Bessin i del Cotentin, feu de Caen, un poble, la capital política i judicial. Hi feu construir dues grans abadies i un castell.

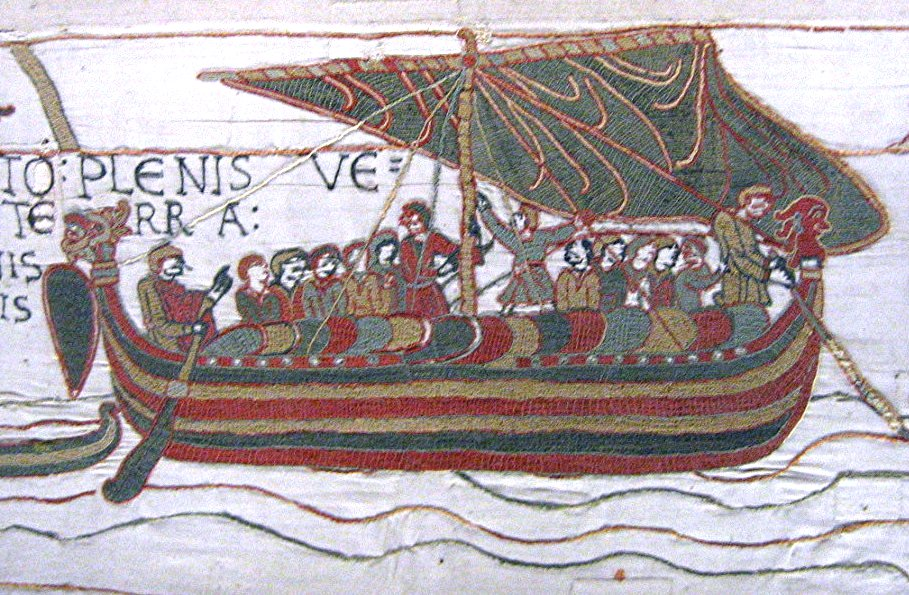
Tapisseria de Bayeux

##### Conquesta d'Anglaterra
Des del 1050, el rei anglés Eduard el Confessor havia cridat a Guillem per fer front a les amenaces de la seua aristocràcia. En no tenir hereu directe, li deixà pensar que podria ser-ne hereu després de la seua mort, el 5 de gener del 1066. Harold II, però, cunyat del difunt, fou coronat en el seu lloc a Westminster. Guillem decidí prendre l'herència per força i desembarcà a Anglaterra.
L'exèrcit de Harold havia partit al nord del país per rebutjar la darrera invasió vikinga d'Anglaterra, dirigida per Harald III, rei de Noruega i també pretendent del tron anglés, en la batalla de Stamford Bridge. Els exèrcits de Guillem i de Harold es trobaren el 14 d'octubre en la batalla de Hastings, en què Harold fou derrotat. El 25 de desembre d'aquest mateix 1066, Guillem fou coronat rei d'Anglaterra en l'abadia de Westminster.

##### Conseqüències
Dotat d'aquesta nova legitimitat reial, Guillem enfortí el ducat normand durant el seu regnat. Aquesta política fou possible per les riqueses que s'atribuí després de la conquesta d'Anglaterra. Permeté que l'aristocràcia normanda s'apropiàs terres a l'altre costat del canal de la Mànega. Guillem seguí de prop les intrigues del seu fill Robert Courteheuse. La partició del seu llegat es decidí així: Anglaterra, per a Guillem II; Normandia, per a Robert Courtheuse. Això, però, no fou prou per evitar el malestar feudal i fratricida que esclatà a la mort del Conqueridor el 1087, i durà fins al 1106.

##### Període caòtic
Robert Courteheuse marxà a Terra Santa a la Primera Croada. Quan tornà a Occident, el seu germà William Rufus havia mort i Henri Beauclerc havia usurpat el tron d'Anglaterra. Henri se sobreposà al seu germà el 1106 en la batalla de Tinchebray.

#### El s. XII

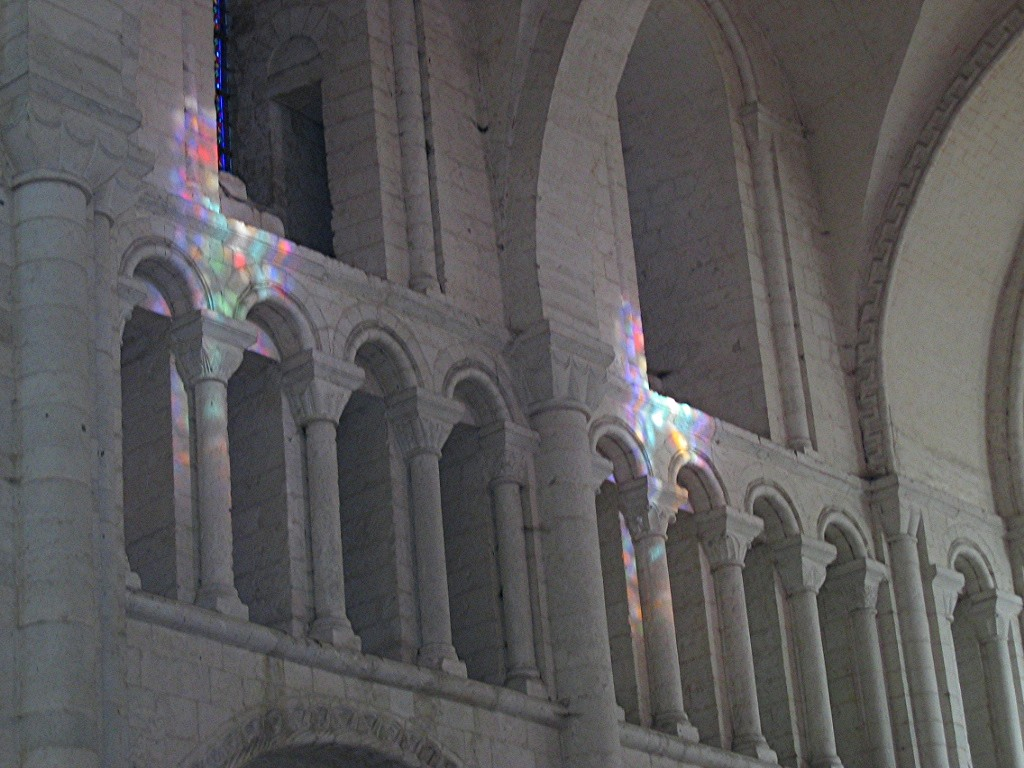
Nau de l'abacial de Saint-Georges de Boscherville

El duc Henri Beauclerc feu front a l'ambició dels Belleme, aliats del comte d'Anjou i del rei francés. La continuïtat dinàstica perillà quan Guillaume Adelin, fill de Beauclerc, morí al 1120. La seua filla Matilde fou reconeguda pels barons normands com a hereva del ducat. Es casà el 1128 amb Jofré V, comte d'Anjou i de Maine.
A la mort d'Henri Beauclerc (1135) s'obrí de nou la crisi dinàstica; Esteve de Blois, nebot d'Henry i net de Guillem el Conqueridor per part de sa mare Adela d'Anglaterra, reclamà el tron anglés: el període de crisi durà vint anys. Esteve de Blois reté homenatge pel ducat de Normandia al seu senyor, el rei francés. Jofré Plantagenêt liderà algunes expedicions per recuperar l'herència de la seua esposa: el 1144, va ser victoriós a Rouen i Arques. Per obtenir l'homenatge del rei de França, hagué de cedir el castell de Gisors.
Després de la mort de Jofré I Plantagenet, el seu fill Enric II heretà Normandia. Augmentà les seues possessions en casar-se amb l'hereva d'Aquitània, Leonor, el 1154. Normandia s'integrà en un ampli estat Plantagenet que anava des d'Escòcia fins als Pirineus. El Vexin fou sempre un problema entre el rei de França i el duc normand. Després de la mort d'Henri II, li succeí el seu fill Ricard Cor de Lleó. Aquest marxà a les croades i fou capturat el 1193. Son germà Joan sense Terra l'intentà substituir. Cercà el suport de Felip II (r. 1180-1223) i li cedí moltes terres i fortaleses a l'est del ducat, incloent-hi la regió de Verneuil. Al 1194, els Capets s'apoderaren d'Évreux, del Neubourg i de Vaudreuil, i atacaren Rouen. Ricard fou alliberat i tornà a Verneuil. Aprofitant una treva d'un any, Ricard construí el castell Gaillard.

#### El final de la Normandia dels Plantagenet (inicis delseglexiii)

##### Els esdeveniments
Ricard Cor de Lleó va morir el 1199. Joan sense Terra es feu coronar duc de Normandia a Rouen. Reté homenatge al rei francés i signà el tractat de Goulet. Es casà per força amb Isabel d'Angulema, promesa a Hug X de Lusignan, vassall del rei de França, que tenia llavors 12 anys i a la qual segrestà el mateix dia de les noces. Aquest darrer, sentint-se ofés, cridà a la justícia de Felip II, que decomissà els feus de Joan sense Terra, a causa de la seua absència. Donà aquests dominis al nebot del Plantagenet, Artur I de Bretanya, a part de Normandia, que es reservà. El 1202, Felip II s'apoderà del pays de Bray. Joan sense Terra feu assassinar al seu nebot, Artur de Bretanya; els seus barons normands, influenciats pel rei francés, l'abandonaren. El 1203, el castell Gaillard fou assetjat i aguantà fins al 6 de març del 1204. El 21 de maig, la ciutat de Caen caigué en mans dels francesos. El juny del 1204, les tropes de Felip II entraren a Rouen. El rei havia conquistat Normandia, que s'incorporà al domini reial francés.

##### Balanç del període ducal

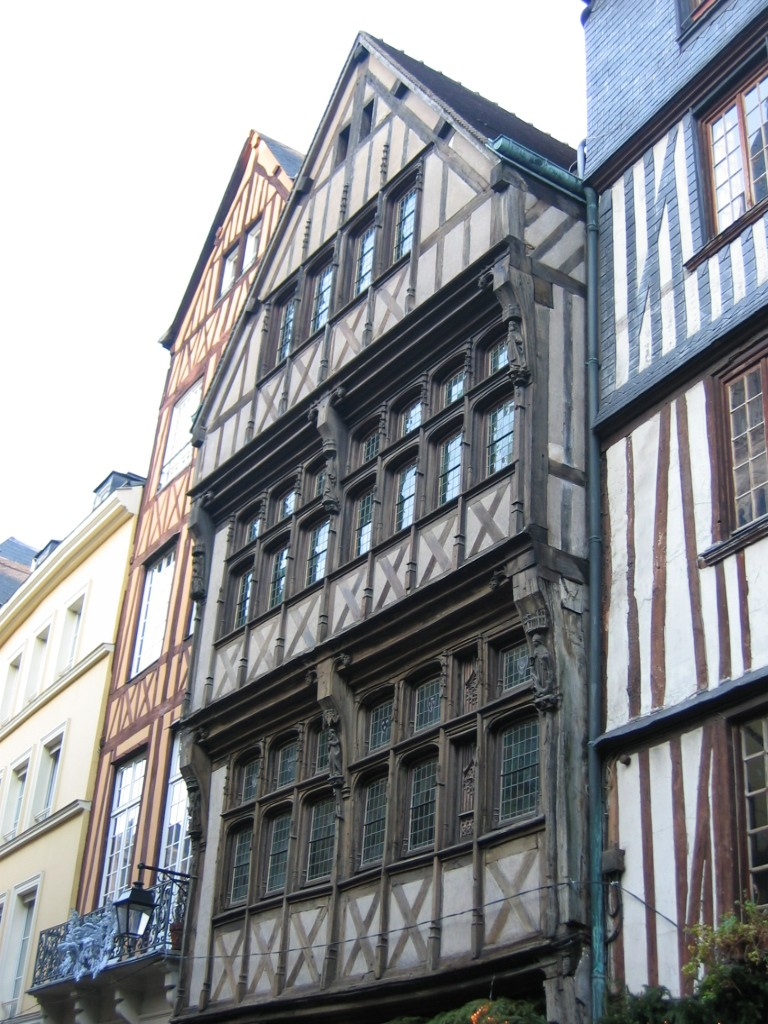
Casa medieval, Rouen

El ducat de Normandia, igual que la resta d'Occident, experimentà un període d'expansió demogràfica i econòmica. Fou el moment dels grans desbrossaments dirigits pels monestirs o les famílies: nous llogarets i pobles hi nasqueren. Els senyors normands desmembraren les seues reserves i provocaren el naixement de terres concedides a títol de granja perpètua, els futurs feus plebeus. Els progressos agrícoles es poden explicar per l'adopció de la rotació triennal, que en millorà el rendiment, per la collera i per l'ús del cavall com a animal de tir. L'economia monetària penetrà a la ruralia abans que en altres llocs: des del s. XI, tots els normands pagaven un impost directe, la graverie, en espècies. Les rendes de la terra s'utilitzaran a partir de finals del segle xii.
El comerç fluvial també s'hi expandí: els comerciants de Rouen disposaven de franquícia a Londres. Al s. XII, molts pobles devien la prosperitat a la draperia.
Al s. XI, els barons normands disposaven de diversos feus que obtenien del duc i li retien homenatge. Després venien els senyors que posseïen terres i construïen les residències en castells de mota i pati, com la d'Aplemont, prop de Le Havre. Fomentaren la creació de burgs. Alguns llinatges s'empobriren aviat. Els vavasseurs depenien d'aquests senyors i eren amos d'una vavassorie, una fracció del feu. Entre els camperols, una part emergí en un grup de pagesos rics. Els cottagers (vilatans) o bordiers formaven el proletariat rural, però pràcticament no va haver-hi serfs a Normandia.

### Normandia esdevé francesa

#### La integració francesa
La política de Felip II facilità la integració del ducat en el domini reial: conservà les especificitats normandes. Els establiments de Rouen, que donaven el monopoli de la navegació del Sena als comerciants de Rouen, foren confirmats. Es conserva la institució de l'Échiquier (una mena de Cambra de Comptes), la cort judicial i administrativa de Normandia, així com el costum de Normandia, un dret consuetudinari. Deixà en el seu lloc la institució als vescomtes. Instal·là batles francesos en tota la regió. Restituí als capítols catedralicis la tria del seu bisbe.
El segle xiii fou pròsper econòmicament: beneficiant-se de la seguretat dels Capets, els llauradors desbrossaven. Burgs i viles noves, dotades de privilegis, sorgiren arreu. L'agricultura se'n diversificà: blat, ordi, lli, cànem, llegums...
Les ciutats també cresqueren i Rouen es dotà d'una tercera muralla. Les fires atreien comerciants de les regions veïnes. Felip IV establí un arsenal al port de Rouen: els comerciants exportaven vi i blat a Anglaterra i tornaven amb estany, llana i draps.

#### Apogeu del gòtic

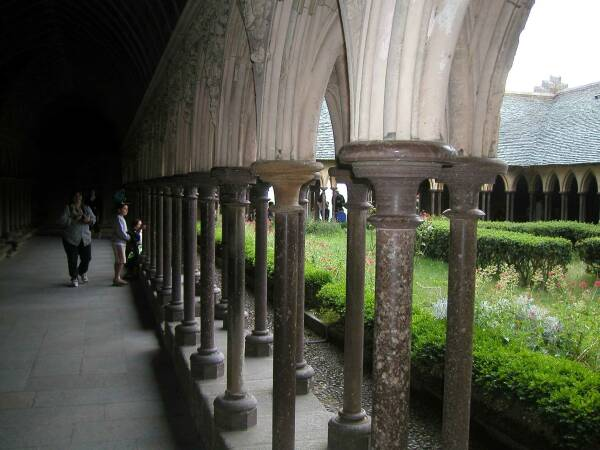
Claustre de l'abadia de Mont-Saint-Michel

En la primera meitat del segle xiii l'arquitectura normanda en mantingué l'originalitat: esveltesa, torres llanterna de base quadrada (Rouen). Després, s'hi imposà el gòtic francés. Les innovacions feren els edificis més clars (supressió de tribunes, boterells). Els reis i els nobles finançaven els treballs: Felip II contribuí a la construcció de Mont-Saint-Michel.

#### La crisi a la fi delseglexiii
Els trastorns relacionats amb els imposts es multiplicaven a Rouen: les revoltes del 1281 produïren l'assassinat del batle i el saqueig de les cases nobles. Felip IV suprimí la comuna i llevà als comerciants el monopoli del comerç del Sena. Però la ciutadania de Rouen recobrà les llibertats el 1294. Les mutacions de la moneda reial disminuïren els ingressos de les rendes dels burgesos. Després de la mort de Felip IV, tornà l'agitació i el poder hagué de concedir la Carta als normands (1315) i la segona Carta (1339), que reafirmaren l'autonomia normanda en justícia i imposts. Els estats de Normandia eren assemblees convocades per resoldre els problemes financers del regne. Esdevingueren perennes i influents.

### Normandia en la Guerra dels Cent Anys (XIV i XV)

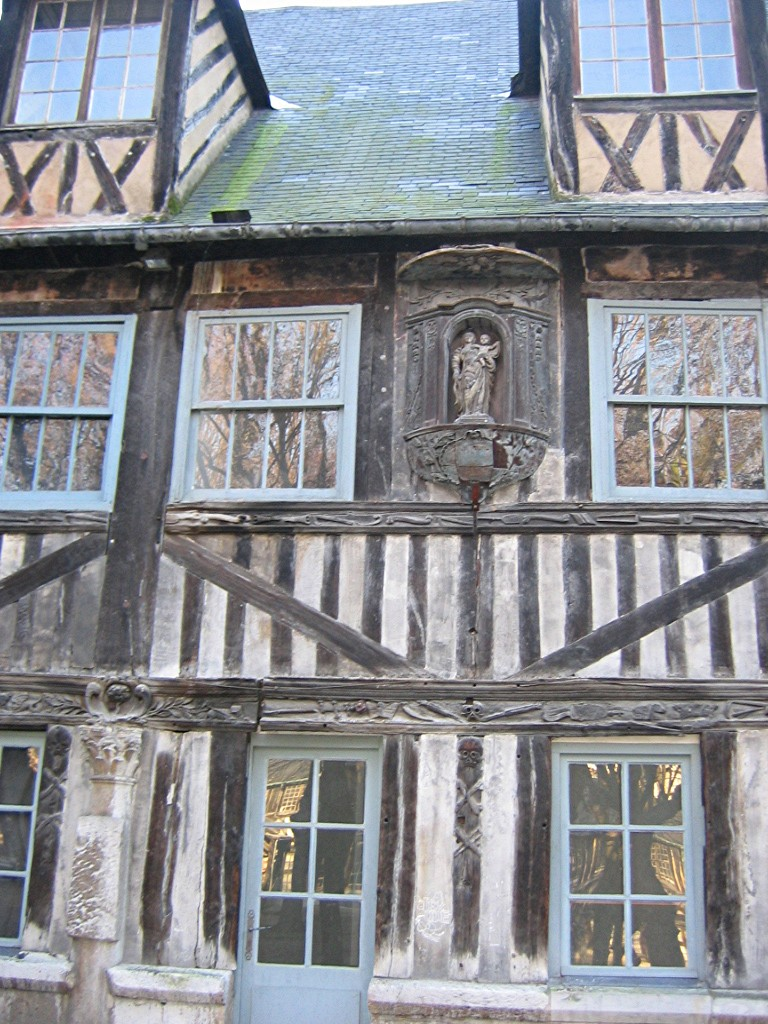
Aître Saint-Maclou

Al 1337 esclatà entre els regnes de França i Anglaterra la Guerra dels Cent Anys, i Normandia, per la seua riquesa i el seu passat anglonormand, aviat es convertí en un problema. El 1346, l'exèrcit del rei Eduard III d'Anglaterra desembarcà al Cotentin, i saquejà tota la zona. Els anglesos se n'anaren després de guanyar la batalla de Crécy (1346) a Picardia.
La pesta negra afectà Normandia des del 1348 i en combinació amb la devastació de la guerra i la fam, feu estralls entre la població. Això provocà aldarulls a Rouen el 1382 contra els imposts.
Normandia fou l'escenari d'una violenta oposició entre el rei de França Joan (r. 1350-1364) i Carles II, rei de Navarra. Aquest darrer era net de Felip IV el Bell per la seua mare i reivindicava el tron de França. Era propietari de terres a Normandia, al comtat d'Evreux, i s'aprofità de la Guerra dels Cent Anys per jugar l'aliança anglesa. Després d'expandir els seus dominis normands pel tractat de Mantes del 1354, Carles II fou tancat al castell Gaillard, però n'escapà al 1357. S'agità el clima antifiscal a Normandia. L'exèrcit francés vencé Carles II a Cocherel el 1364. Pel tractat d'Avinyó, al 1365, Carles II cedí al rei de França, Carles V (r. 1364-1380), les seues possessions normandes a canvi de la ciutat de Montpeller, una sobirania que no arribà a exercir, perquè els seus habitants es negaren a acceptar-ne el domini.
Després d'una pausa d'uns anys, es reprengué la Guerra dels Cent Anys i aquesta vegada concerní especialment Normandia en la primera fase. Al 1415 el rei d'Anglaterra Enric V desembarcà a l'estuari del Sena per reclamar les seues terres patrimonials ancestrals. Assetjà Harfleur, i la sotmeté. Després derrotà els francesos a Azincourt. El 1419, va caure Rouen. Els anglesos es feren amb una bona part del Regne de França. Pel tractat de Troyes Enric V es casà amb Caterina, filla del rei francés Carles VI; a la mort d'aquest el seu fill es convertirà en rei de França i Anglaterra. El 1422, Enric V i Carles VI moren. Com Enric VI encara era un nadó, el duc de Bedford assumí la regència. Creà la Universitat de Caen al 1432 i intentà cuidar les particularitats dels normands. La noblesa, el clergat i la burgesia s'uniren al rei Plantagenet, el regne del qual semblava legítim com a duc de Normandia i rei de França. Però la pressió fiscal que imposà hi creà malestar. Bedford hi intervingué perquè Joana d'Arc fos condemnada a mort. El 1431, capturada a Compiègne, fou «venuda» als anglesos i cremada viva després d'un llarg judici a Rouen. Les seues cendres, les dispersaren al Sena. El 1434, els imposts exigits pels anglesos per finançar les seues campanyes provocaren un clima d'insurrecció en tota la zona. Al 1449, l'ofensiva de l'exèrcit de Carles VII al Cotentin, al Baix Sena i al centre de Normandia marcaren el començament de la reconquesta capeta. L'ocupació anglesa de Normandia acabà el 1450 després de la batalla de Formigny, que guanyà el conestable Artur, comte de Richemont a Calvados. Cherbourg fou la darrera vila alliberada, al 1450. Les elits se sumaren a la dinastia dels Capets.

### Revolta de Carles de Valois
Carles de Valois, duc de Berry, volgué regnar sobre el seu ducat que li havia confiscat el seu germà major, el rei Lluís XI. En conflicte amb ell, es refugià en els dominis del duc Francesc II de Bretanya. Junts, feren una campanya a Normandia al 1467-1468. Però després d'alguns èxits inicials, l'exèrcit bretó se'n tornà a casa i se signà una treva a Ancenis (1468).

## El Renaixement a Normandia

### El primer XVI

#### Tornada de la prosperitat

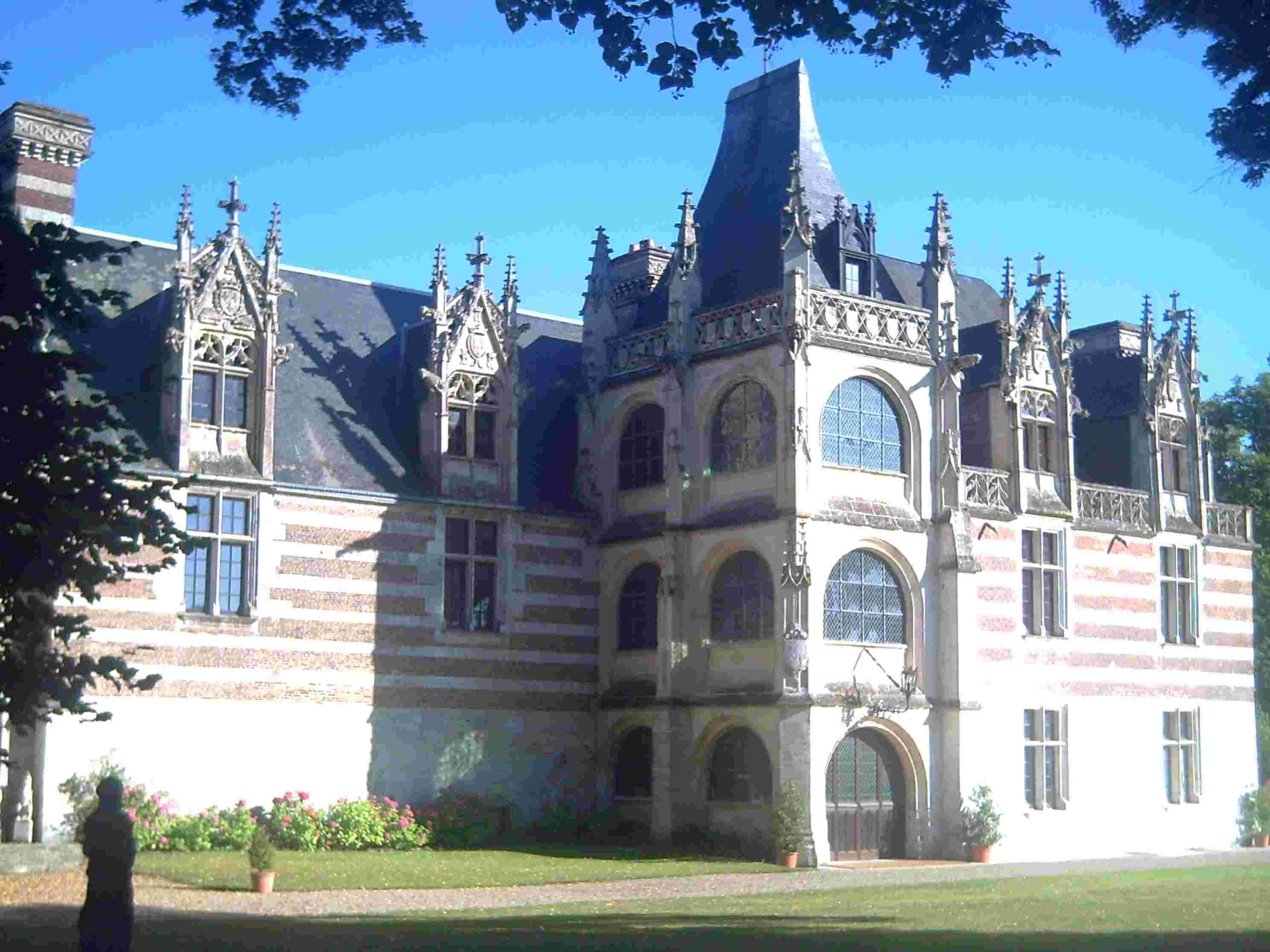
Castell d'Ételan, Sena Marítim

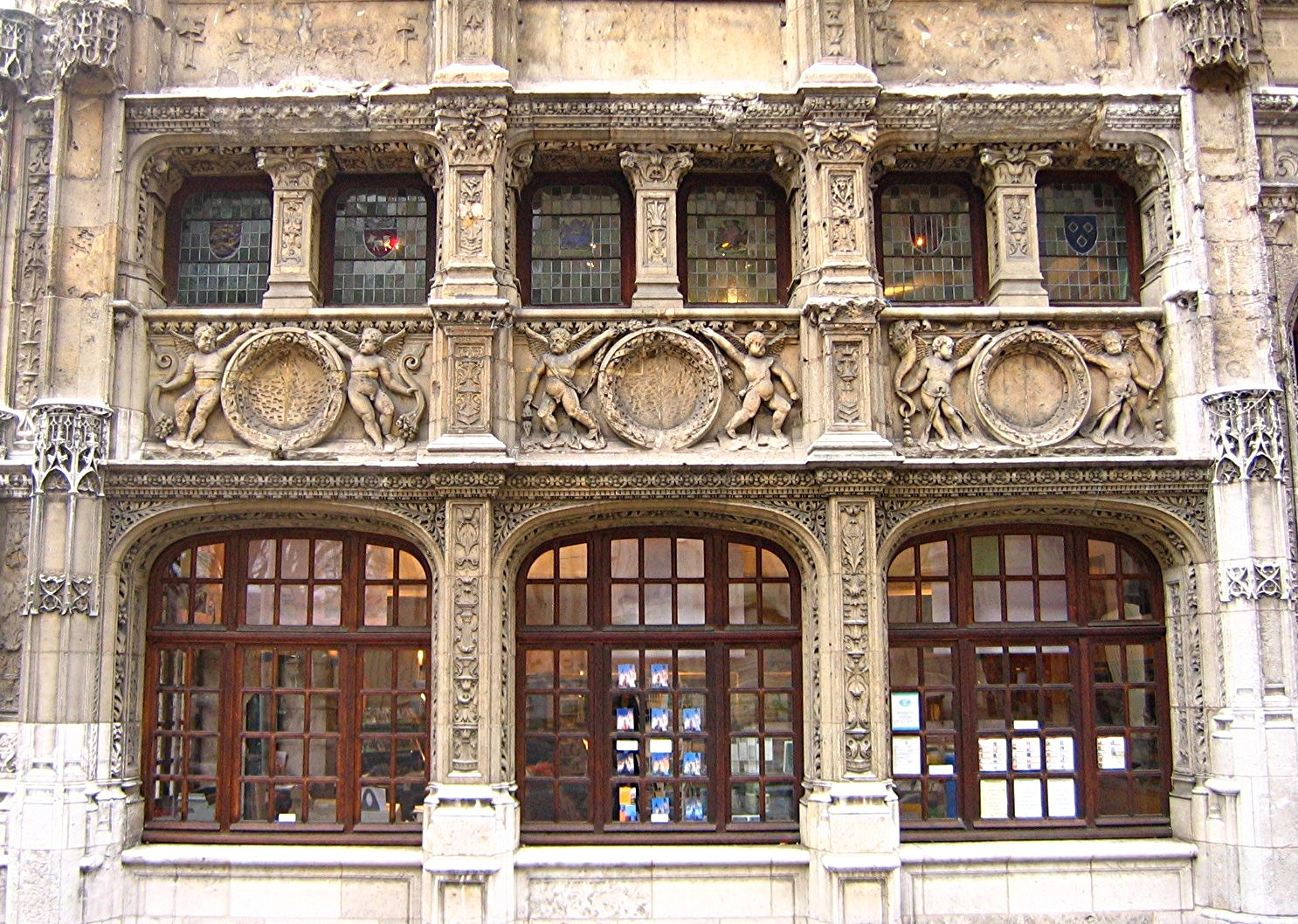
Casa de Finances, Rouen, 1510

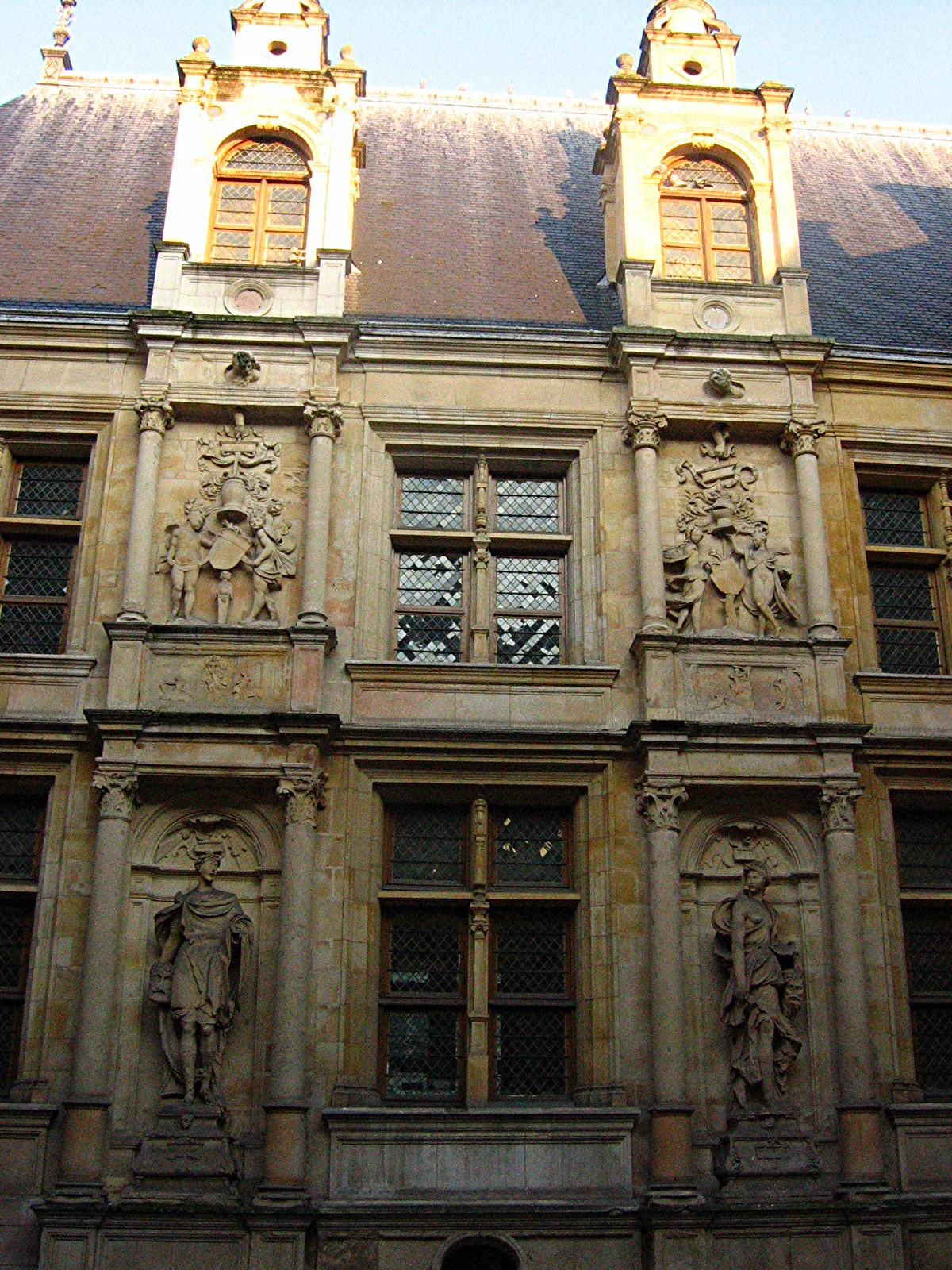
Hötel d'Escoville, Caen, s. XVI

Després dels desastres del període 1337-1450, el creixement demogràfic permeté a Normandia recuperar, sobre el 1530, la població d'abans de la crisi. El 1517, el rei Francesc I (r. 1515-1547) creà el port i la ciutat de Le Havre. A Rouen la draperia tingué un auge sense precedents. Els pescadors normands anaven a pescar arengada al mar Bàltic i abadejo a Terranova. Fins al 1570, el canal de la Mànega era un lloc de pas per als navilis comercials que es dirigien a Londres o Anvers. Els comerciants normands importaven matèries primeres de les Illes Britàniques (llana, estany, cuir, etc.), sal i alum del sud; i sovintejaven el port d'Anvers. Harfleur, hui en l'aglomeració de l'Havre, era el principal port de Normandia.
Normandia participà en el descobriment d'Amèrica, sobretot amb l'eixida el 1503 de Binot Paulmier des d'Honfleur cap al Brasil; el 1506 amb la visita de Terranova i la desembocadura del riu Sant Llorenç per Jean Denis, o la partida, el 1608, d'una expedició dirigida per Samuel de Champlain, que acabarà fundant Quebec. Sota el regnat de Francesc I, l'armador de Dieppe Jehan Ango envia els seus vaixells a Sumatra, Brasil, Argentina i el Canadà. Dieppe fou seu d'una escola de cartografia i d'hidrografia. Rouen envià Giovanni da Verrazzano a buscar pal de Brasil a Amèrica del Sud. El 1550, s'organitzà un festival brasiler al Sena, a Rouen, en honor de la visita del rei Enric II.
El dinamisme i la prosperitat de Normandia es veu en les nombroses mansions que es construïren al camp i els hotels urbans a les ciutats. Normandia s'obrí particularment a la influencia protestant.

#### Renaixement artístic a Normandia
L'auge econòmic de la primera meitat del segle xvi i la presència de mecenes prestigiosos -Georges d'Amboise o la família d'Estouteville- feu que el Renaixement florís a Normandia. Les mansions i castells rurals contenen elements renaixentistes i italianitzants sobres plantes de tradició gòtica. L'augment d'aquestes construccions s'aturà per les guerres de religió en la segona meitat del s. XVI.

### Les guerres de religió
El protestantisme s'implantà d'hora a Normandia (des del 1530), sobretot a les ciutats. La primera ciutat que acceptà el calvinisme fou Alençon, on Margarida d'Angulema (1492-1549) deixà que s'implantàs, i esdevingué un focus de la Reforma Protestant. El camp del nord del pays de Caux, de la vall del Sena (Caudebec-en-Caux) i del Bessin s'hi adheriren. El Cotentin fou guanyat per les idees de la Reforma més tard (segona meitat del s. XVI): el sieur de la Mare, Pierre de Comprond, fou cremat viu a Coutances.
L'èxit de la Reforma s'explica per la venda d'indulgències i l'absència de capellans. La regió era relativament rica i alfabetitzada, oberta a les influències externes pel comerç. Rouen era el tercer centre d'impressió de llibres a França.
Els protestants eren principalment petits nobles, ciutadans de Cauen i artesans tèxtils. La cronologia bàsica en fou:
- 1562: començament de les guerres de religió: iconoclàstia en algunes ciutats (Alençon, Rouen, Caen, Coutances, Bayeux); setge de Rouen; pel tractat de Hampton Court, la reina Isabel I d'Anglaterra i el líder dels hugonots francesos Lluís de Borbó-Condé, Anglaterra donaria suport militar i econòmic als hugonots, a canvi que les tropes angleses ocuparen els ports francesos de Le Havre i Dieppe.
- 1572: Massacre de Sant Bartomeu de protestants a Rouen.
- 1589: batalla d'Arques entre l'exèrcit d'Enric IV de França (r. 1589-1610) i les tropes de la Santa Lliga de París, comandades per Carles III de Lorena, que acabà amb la victòria d'Enric IV.
- 1590: batalla d'Ivry, una victòria decisiva d'Enric IV de França, que liderava les forces hugonotes contra les de la Santa Lliga de París.

A la fi del s. XVI, el protestantisme retrocedí a Normandia, tot i continuar relativament ben establert a Cauen i Alençon. Poc abans de la revocació de l'Edicte de Nantes el 1685 per l'edicte de Fontainebleau de Lluís XIV, Normandia tenia uns 200.000 protestants, la part més laboriosa de la població normanda. En la revocació, no menys de 184.000 (92%) protestants aprofitaren la proximitat al mar per fugir a Anglaterra i Holanda, estats protestants amb què mantenien relacions properes. Més de 26.000 cases normandes restaren desertes. La població de Rouen passà de 86.000 a 60.000 habitants. L'eixida del regne dels 4.000 protestants més rics de Caen, que es dedicaven gairebé tots al comerç marítim, empobrí la població. Tots els protestants de Coutances emigraren, portant amb si a Anglaterra totes les manufactures de teles. La meitat dels 800 reformistes de Saint-Lô s'exiliaren. Més de la meitat dels 300 reformistes de l'elecció de Mortain se n'anaren a Anglaterra i Holanda.
L'emigració de mestres, seguida dels seus treballadors més qualificats —no sols protestants, sinó de vegades catòlics desitjosos de mantenir-ne els llocs de treball— arruïnà per molts anys la indústria i el comerç que florien llavors a Rouen, Darnétal, Elbeuf sur Seine, Louviers, Caudebec, Le Havre...
La violència religiosa se saldà amb 80.000 normands reformistes exiliats a Prússia, Països Baixos i Anglaterra.

## Normandia al segle de Lluís XIV

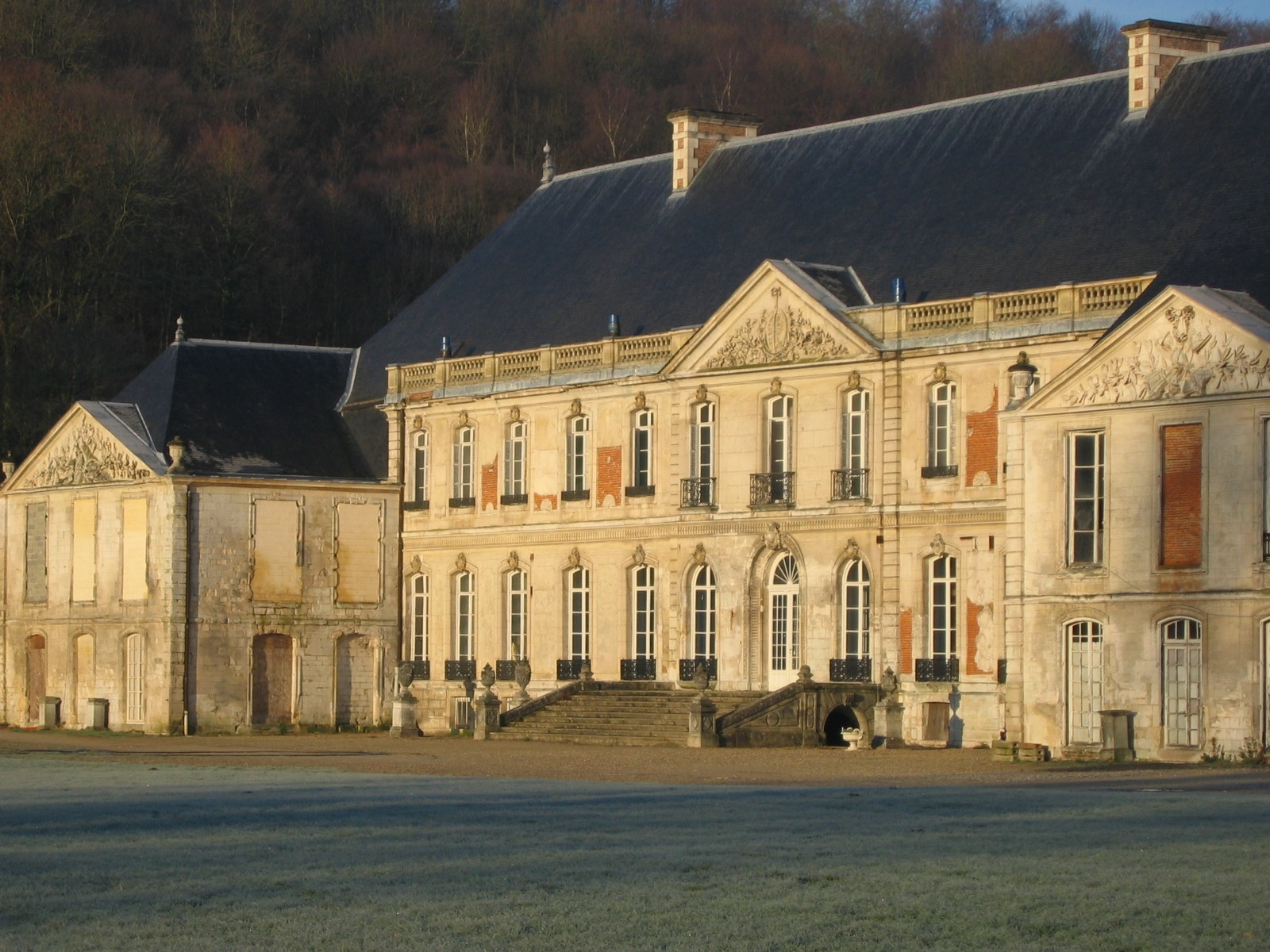
Abadia de Gruchet-le-Valasse, Sena Marítim

La revolta popular de caminar descalç tocà Normandia el 1639 després de la decisió de Lluís XIII d'estendre l'impost sobre la sal a tot el territori. Les revoltes ja havien sacsejat la província a mesura que la càrrega fiscal es feia més pesada: el 1623 a Rouen, el 1628 i 1634 contra una taxa sobre el marcat del cuir... La revolta de 1639 hi fou general.
El 1667, Jean-Baptiste Colbert, ministre de Lluís XIV, creà les manufactures reials de draperia d'Elbeuf sur Seine. Normandia tingué llavors un petit període de prosperitat. La pressió fiscal fins i tot s'hi reduí. S'hi construïren castells d'estil clàssic.
Però a partir de 1689 es reprengué la guerra contra Anglaterra i el litoral normand patí atacs. El 1692, la flota francesa sofrí una derrota en la batalla de l'Hougue, al Cotentin. El 1694, l'Havre i Dieppe foren bombardejades.
Les relacions transatlàntiques amb Amèrica s'intensificaren. Els normands continuaren explorant Amèrica: René Robert Cavelier de La Salle viatjà a la regió dels Grans Llacs i al Mississipi. Descobrí els territoris situats entre Quebec i el delta del Mississipi, la Louisiana francesa. Honfleur i l'Havre foren dos dels principals ports que traficaren amb esclaus negres a França. La tracta racista enriquí diverses famílies normandes com els Fouache.
Els colons que va proporcionar Normandia (particularment de la Basse-Normandie) a la Nova França (Quebec) es trobaven entre els més emprenedors. Juntament amb la Normandia històrica, va ser l'antiga província de Perche d'on procedien les més antigues famílies de Quebec: els Aubin, Baril, Beaulac, Bouchard, Boucher, Cloutier, Drouin, Gagnon, Giguère, Lambert, Landry, Leduc, Lefebvre, Mercier, Pelletier, Rivard, Tremblay i molts altres ...

## El segle de les Llums

### L'economia normanda

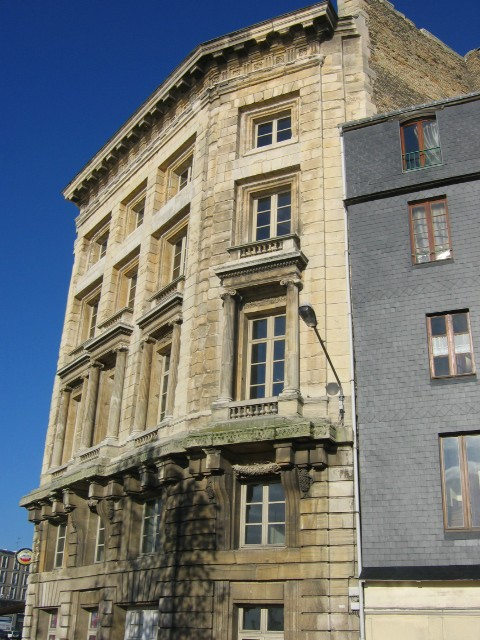
Casa de l'Armador, s. XVIII, hotel urbà d'un comerciant de Le Havre

El s. XVIII constituí l'apogeu del tràfic d'esclaus negres. El treball del cotó es desenvolupà en aquestes ciutats i assentà les bases de la revolució industrial. Les manufactures es multiplicaren als afores de Rouen.
L'agricultura continuà sent important: la producció de cereals (Pays de Caux, Vexin, camp de Neubourg, de Caen, d'Argentan), ramaderia làctica, ramaderia de carn, pomes per a sidra... cresqueren mentre la vinya retrocedia ràpidament. En petits sectors, augmentà la productivitat gràcies a la desaparició gradual del guaret al Pays de Caux i a la plana de Caen.
La filatura, el teixit, la fabricació de teles foren les activitats artesanes més practicades al camp normand. Rouen continuà sent el major centre de producció de draps de llana. Al final del s. XVIII començà a imposar-s'hi el filat del cotó.
La metal·lúrgia atenyé principalment la zona d'Alençon, el Pays d'Ouche i l'est de Normandia. Villedieu-els-Poêles fabricava estris de coure; Rouen era un centre de producció de vidre, ceràmica, porcellana i llibres. Les drassanes navals s'expandiren a Le Havre, Cherbourg, Caen, Rouen, Villequier i Dieppedalle. A la vall del Sena s'establiren centres de producció «químics» (refineries de sucre). Els britànics introduïren algunes tímides innovacions en els sectors tèxtil i del metall normands al s. XVIII.
En la dècada del 1780, la crisi econòmica i la de l'Antic Règim colpejaren Normandia i desembocaren en la Revolució francesa.

### La revolució a Normandia

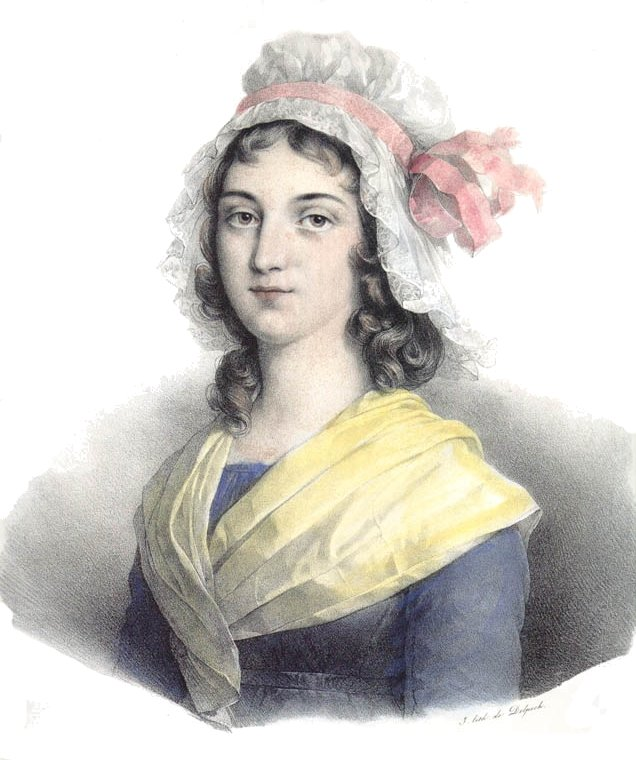
Charlotte Corday, originària de Normandia

El 1788-1789, els Quaderns de queixes revelaven les dificultats i expectatives dels normands: les corporacions i els peatges eren molt contestats. Les males collites, el progrés tècnic i els efectes del tractat de 1786 amb Gran Bretanya afectaren l'economia de la zona. Sobretot era l'elevada pressió fiscal el que els normands suportaven malament.
Durant l'estiu del 1789, Normandia patí la Gran Por, un rumor d'una conspiració aristocràtica per aixafar la Revolució. El 1790 s'instituïren cinc departaments de Normandia.
Els normands acceptaren malament el reclutament massiu decretat per la Convenció Nacional. Durant el colp d'estat dels montagnard a París que feu caure els girondins al 1793, alguns diputats d'aquest partit, entre altres François Buzot (l'únic normand del grup), Gorsas, Barbaroux, Guadet, Louvet de Couvray i Pétion, es refugiaren a Normandia, on intentaren fer una insurrecció federalista. Reuniren a Cauen un exèrcit sota el general Wimpffen. El 1793, la jove normanda Charlotte Corday, que havia sovintejat els proscrits girondins a Cauen, assassinà Marat a París. Però l'intent dels girondins de marxar sobre París es convertí en una derrota en la batalla de Brécourt.
El Terror fou prou limitat a Normandia gràcies a la moderació del representant Robert Lindet. Aquest període veié l'aplicació de la descristianització a Normandia. La seu de Notre-Dame de Rouen es transformà temporalment en un temple de la Raó.
Durant la revolta de la Vendée, els reialistes intentaren apoderar-se d'un port normand, però foren rebutjats en el setge de Granville al 1793. La chouannerie s'expandí a partir del 1795 a la Baixa Normandia. Sota el Directori, algunes bandes reialistes feren ràtzies a Domfront, Tinchebray, Vire... Un exèrcit catòlic reialista de Normandia estigué actiu des del 1795 fins al 1800. Pocs en nombre, no sobrevisqué a la pacificació de Bonaparte i a l'execució del seu cap.
Sota el Primer Imperi francés, el bloqueig, el reclutament i les males collites del 1811 portaren el descontentament als normands.

## La mutació del camp i la industrialització (s. XIX)

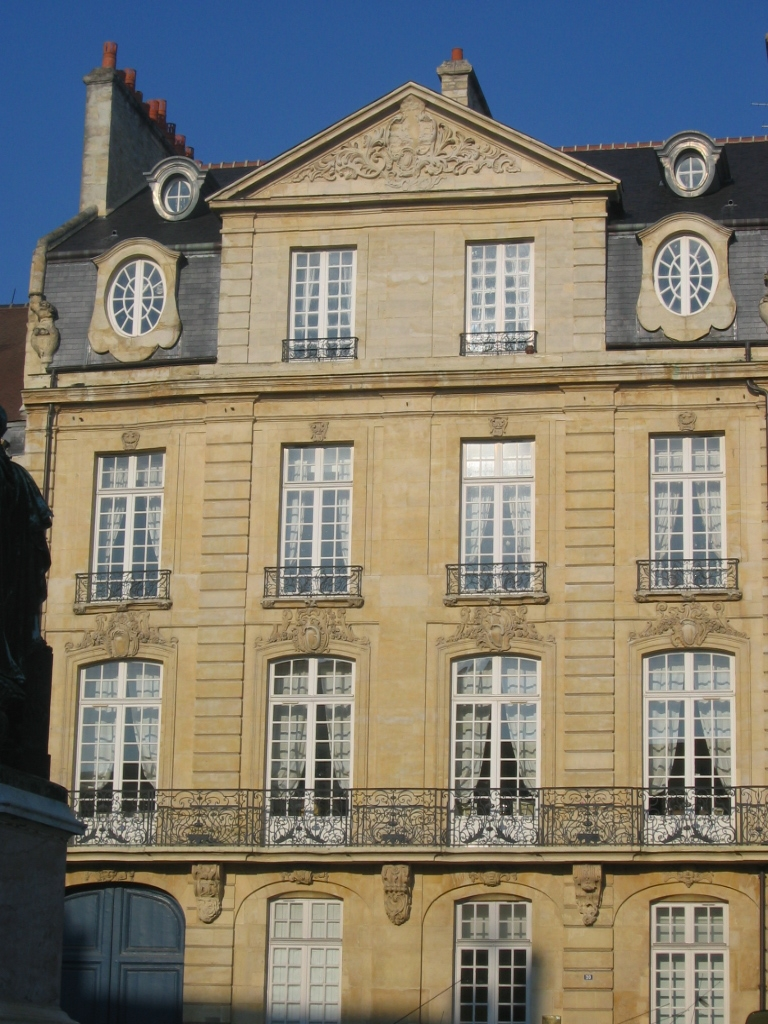
L'Hôtel Fouet, Caen, s. XVIII

Els normands reaccionaren poc als trastorns polítics que caracteritzaren el s. XIX. Acceptaren en general els canvis de règim (Primer Imperi, Restauració, Monarquia de Juliol, Segona República, Segon Imperi, Tercera República).

### Mutacions de la indústria i del transport
Síntesi d'esdeveniments:
- Renovació econòmica després de les guerres revolucionàries (1792-1815).
- Abolició del tràfic racista de persones negres.
- Aparició dels vaixells de vapor al Sena i dels primers trens: inauguració de la línia París-Rouen el 1843.
- Mecanització de la indústria tèxtil, ús de la força hidràulica. Multiplicació de fàbriques, sobretot al Sena Marítim (Elbeuf sur Seine, Bolbec, Le Havre, Louviers).
- Efectes socials: proletarització, atur, èxode rural, emigració als Estats Units.

La població normanda s'estanyà en 2,4 milions entre 1800 i 1900. En general, les ciutats cresqueren durant la revolució industrial, sobretot les de la vall del Sena (Le Havre, Rouen i Elbeuf sur Seine). Les grans fàbriques, especialment tèxtils, acolliren centenars d'obrers, gràcies a les màquines de vapor i a les primeres vies de ferrocarril. Una gran part de Normandia, però (especialment la Baixa Normandia), en quedà al marge.
Una nova activitat dinamitzà el litoral: el turisme. El s. XIX estrena els balnearis. Dieppe al principi, després tot els petits ports (Saint-Valery-en-Caux, Étretat, Le Tréport, Trouville, Deauville, Cabourg) erigiren casinos i grans hotels. L'aristocràcia i l'alta burgesia parisenca, i els anglesos, prosseguien així la vida social a la costa normanda, la pintada pels impressionistes.

### Arts i lletres

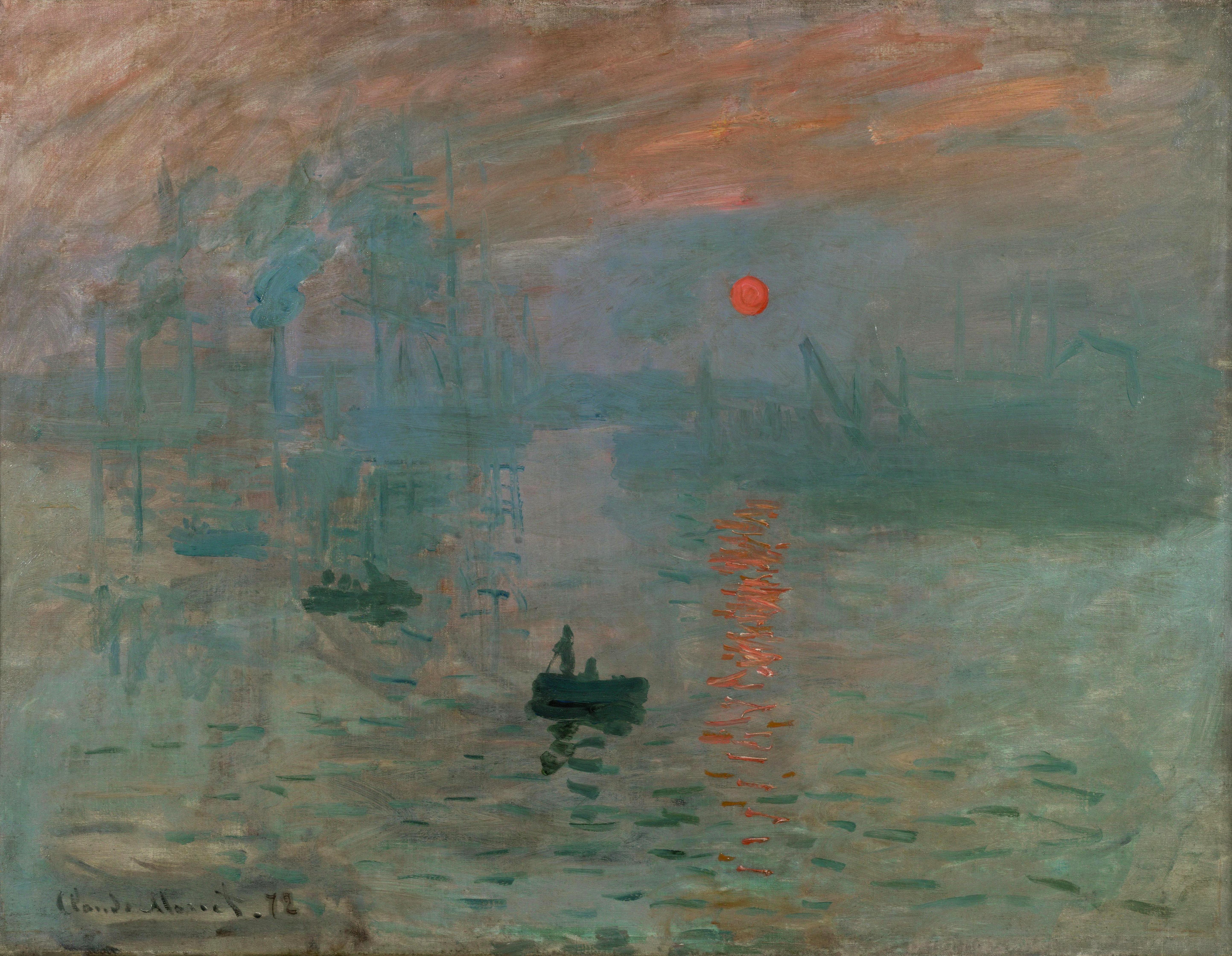
Claude Monet, Impression, soleil levant, 1872, Le Havre

Molts llocs normands, com els penya-segats d'Étretat, Giverny i la catedral de Rouen, foren inspiració de l'impressionisme, el terme del qual prové d'una pintura de Claude Monet titulada Impression, soleil levant, presentada a l'exposició del 1874.

També inspirà molts escriptors com Balzac: La femme abandonnée i La Grenadière. Normandia també fou la llar d'altres grans escriptors del XIX:
- Casimir Delavigne (1793-1843)
- Alexis de Tocqueville (1805-1859)
- Jules Barbey d'Aurevilly (1808-1889)
- Octave Feuillet (1821-1890)
- Gustave Flaubert (1821-1880)
- Hector Malot (1830-1907)
- Guy de Maupassant (1850-1893)
- Alphonse Allais (1854-1905)
- Remy de Gourmont (1858-1915)
- Maurice Leblanc (1864-1941)
- Henri de Régnier (1864-1936)

Sota el Segon Imperi, Victor Hugo, oposat a Napoleó III, visqué en l'exili a Jersey i després a l'illa de Guernsey. La seua filla Leopoldine s'ofegarà al Sena a Villequier el 1843. Hugo compondrà per a ella el poema "Demà a l'alba".
L'associació catòlica Le Souvenir normand, creada el 1896 per Jean Soudan de Pierrefitte i el marqués de la Rochethulon per construir una reconciliació europea després de la Guerra dels ducats el 1864, tingué com a objectiu reunir tots els pobles europeus originats a partir dels normands. Renasqué en la seua revista el viking com un dels mites fundadors de Normandia. Aquest mite estava molt actiu el 1911 durant la celebració del Mil·lenni de Normandia, que commemorà la creació de Normandia el 911, l'exaltació del passat viking més enllà del simple regionalisme.

### Guerra franco-alemanya de 1870
Prússia entrà a Normandia per l'altiplà del Vexin. Hi hagué moltes batalles entre prussians i normands. Rouen fou ocupada i el general Manteuffel hi instal·là una administració prussiana. Els habitants patiren confiscacions per l'exèrcit alemany.
L'exèrcit francés es replegà i el general francés Briand ordenà una retirada d'Honfleur per embarcar-se a Le Havre. Aquesta retirada no finalitzà els combats: el general Roy, al capdavant de 10.550 soldats i 14 canons, volgué reconquerir Rouen. Els francesos feren un gran avanç, però els prussians contraatacaren i els francesos els van repel·lir. Al 25 de gener, el duc de Mecklenburg entrà a Rouen i signà l'armistici. Una línia divisòria s'hi dibuixà llavors, que s'estenia d'Étretat a St. Romain de Colbosc.

## Primera Guerra mundial
El primer conflicte mundial evità Normandia, però els límits del front s'acostaren a Beauvais al setembre de 1914. Sainte-Adresse acollí l'octubre del 1914 el Govern de Bèlgica i Rouen esdevingué una base anglesa. Les divisions V i VI trepitjaren els camps de batalla de Charleroi, del Marne, Verdun, etc.
Als morts de la guerra, s'afegí la disminució de la natalitat iniciada ja al s. XIX. La producció rural, per manca de mà d’obra suficient, baixà considerablement, igual que la producció industrial, que no tenia treballadors qualificats.
Els anys 1920 no tingueren canvis significatius, la cautela i la moderació guiaren els normands en l'elecció dels representants locals. El Front Popular del 1936 permeté a milions d'assalariats tenir vacances per primera volta, i Normandia i les seues platges reberen molts francesos que mai havien vist la mar.

## Segona Guerra mundial

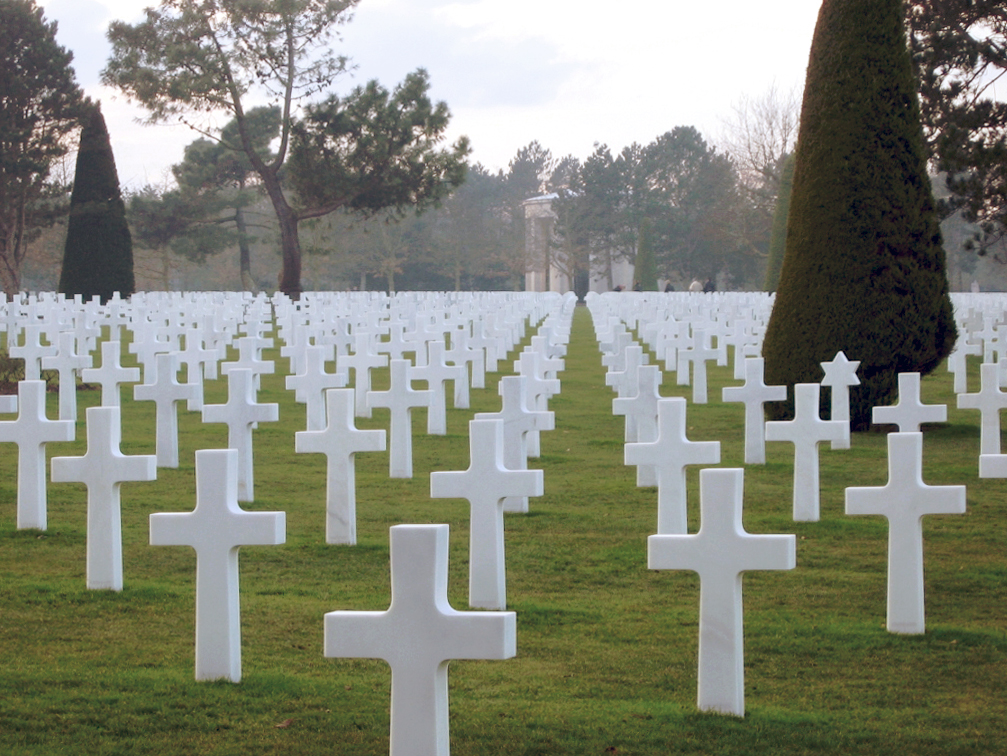
Cementeri americà de Colleville-sur-Mer, Calvados

Durant la Segona Guerra Mundial Normandia fou un dels punts de partida de la reconquesta d'Europa pels aliats contra l'ocupació alemanya. El 6 de juny del 1944 començà l'Overlord, la major operació amfíbia de tota la història militar, duta a terme alhora en diverses platges de Calvados i de Taca, on arribaren tropes dels Estats Units, Regne Unit, Canadà i d'altres estats. Així començà la batalla de Normandia, que acabà el 12 de setembre, amb la capitulació de la guarnició de Le Havre, quan altres zones franceses ja estaven alliberades.

## Segona meitat del segle XX

### Reconstrucció
Foren reconstruïts:
- Moltes cases à pans de bois i altres monuments històrics de Rouen, la catedral de la qual escapà per poc a la destrucció;
- tot el centre històric de Lisieux, on es conservaren la seu de Sant Pere i la basílica llavors en construcció;
- un nombre considerable d'edificacions de Caen;
- Saint-Lô, gairebé arrasada;
- Vimoutiers, gairebé arrasada;

### Nous reptes

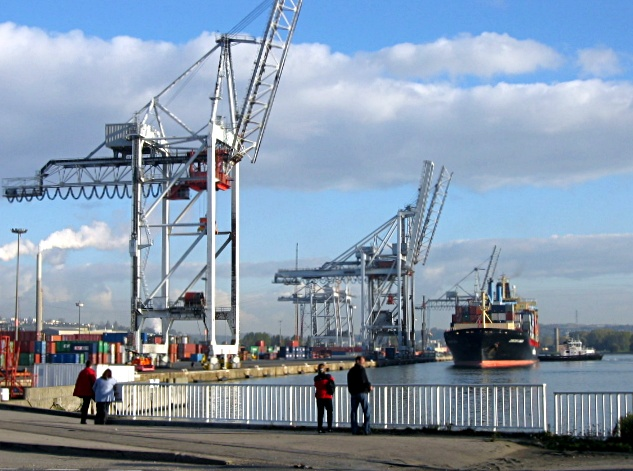
Un terminal de contenidors del port 2000 de Le Havre

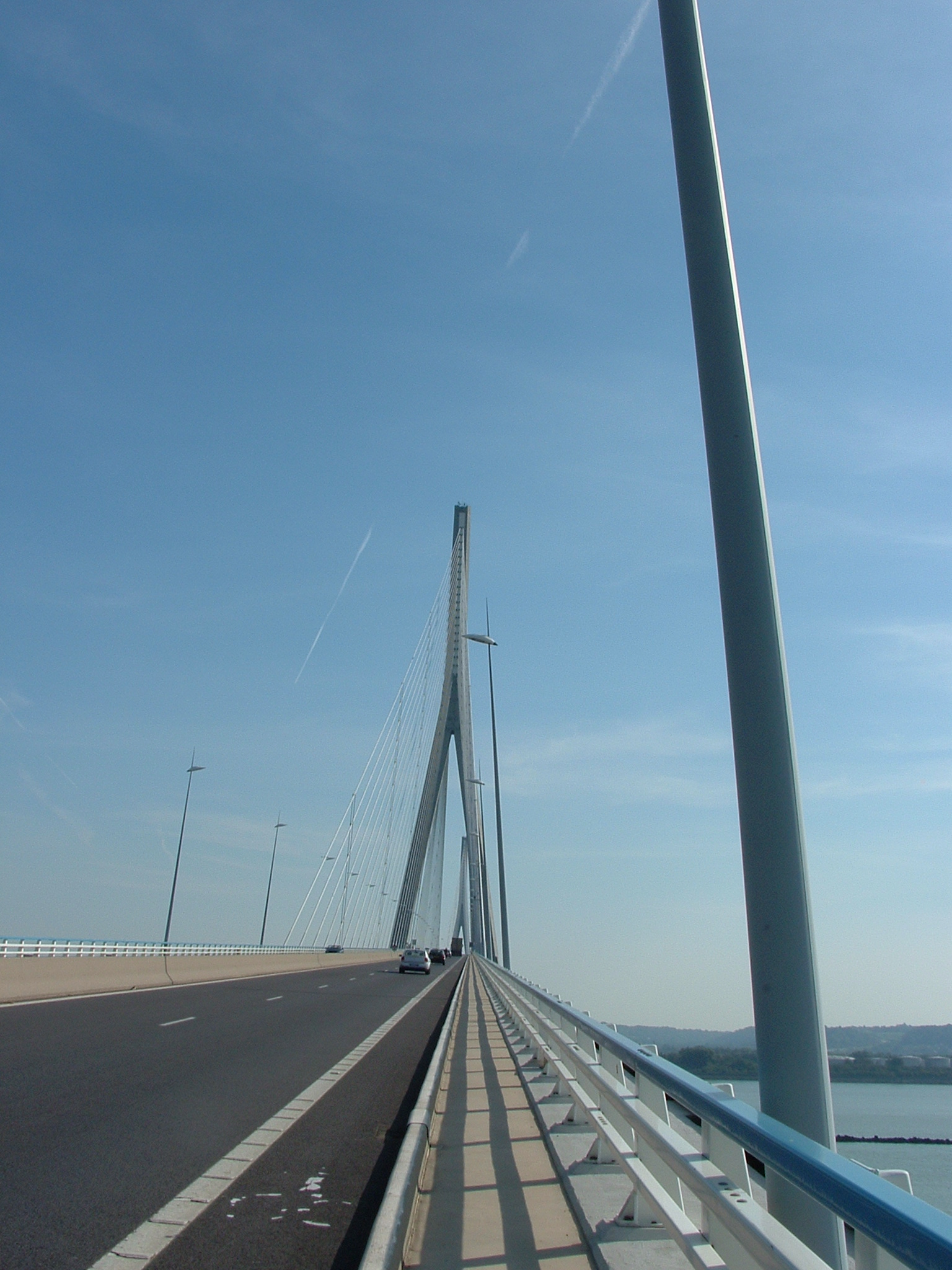
Pilona nord del pont de Normandia

Després de més de cinquanta anys de divisió administrativa, marcada per lluites polítiques internes tenyides d'interessos particulars, Normandia està hui reunificada. Al 2009, però, sembla que només el 36% de la Baixa Normandia era favorable a la reunificació. La creació d'una regió de Normandia es va dur a terme l'1 de gener del 2016. Si Rouen, amb la prefectura, n'és la capital administrativa, Caen és, amb la seu del Consell, la capital política. Le Havre heretà els serveis econòmics logístics i la zona portuària de la DIRM. Cherbourg és la prefectura marítima de la Mànega: Normandia és l'única administració de l'estat francés que té aquest policentrisme.
Normandia se centra parcialment a la vall del Sena, en l'eix Le Havre-Rouen. Es dedica a la vida industrial i, gràcies al seu dinamisme, entra a l'àrea d'influència de París.
L'estuari del Sena és una porta oberta cap a París que ha sabut mantenir en les activitats portuàries una gran capacitat comercial.
Le Havre és el primer port francés de comerç amb Amèrica del Nord, i també el segon port petrolier i el primer centre d'importació de café, tabac i cotó. Rouen és alhora un important port petrolier, cerealista i agroalimentari. La zona té una gran capacitat de realització de grans projectes industrials i comercials, que afirmen la vocació de trobada fluviomarina del Baix Sena, i el punt d'ancoratge de bescanvis europeus.